# ムーミンの登場人物
ムーミンの登場人物（ムーミンのとうじょうじんぶつ）では、小説『ムーミン』およびその派生作品に登場するキャラクターを解説する。

## 設定
本項目は2024年5月時点では記述が未整理のため、注意を要する。
トーベ・ヤンソンは小説、絵本、新聞連載漫画、戯曲など様々なメディアで〈ムーミンシリーズ〉の作品を発表したが、共通する登場キャラクターであってもその性格付けや相互関係などは作品ごとにしばしば異なる。また特定のメディアでいったん発表した作品を別のメディア向けに書き直す場合、ストーリーラインさえ大幅に変更していた。さらにアニメーションなどの二次的著作物においては、第三者の意図によりさらなる改変が重なっている。したがって登場キャラクターに解説を加える際、どの作品に準拠しているのか明確にしないと、しばしば咬み合わない。小説版とコミックス版、アニメ版その他の設定が混在し、さらに必ずしも各視点の準拠する作品を明示していない。
ムーミン・シリーズにはムーミンのほか、スノーク、ミムラ、ヘムル（ヘムレン）、フィリフヨンカ、クニット／はい虫（むし）などの架空の生物が登場する。下記に詳細を記すが、容姿が人に似ていても決して人ではないこれらの名称はその生物の種族名であるが、一部の名称については個人名や家族名のように使用されている。
なお、ムーミン・シリーズには他にも種族名や個体の名称や、姿の見えないキャラクターも数多く登場している。また、人のような外見のキャラクターも登場するが、基本的に人ではない別の生き物で、小さかったり、尻尾が生えていたりする。
以下の説明中の声優名は、次の順序に従って表記する。記載がない場合は同キャラクターに声優を振り当てていない、あるいはその作品には未登場であることを意味する。
- 「1969年・1972年版ムーミン」
- 「楽しいムーミン一家」「楽しいムーミン一家 冒険日記」「楽しいムーミン一家 ムーミン谷の彗星」「劇場版ムーミン 南の海で楽しいバカンス」（2015年）、「劇場版ムーミン ムーミンパパの思い出」（2023年）
- 「2009年劇場版」[注釈 2]
- 2019年3月16日開業「ムーミンバレーパーク」アトラクションの担当声優[1]
- 「ムーミン谷のなかまたち」（2019年）[2]

1979年版のパペットアニメーションは、始めは岸田今日子が1人で全てのキャラクターの吹き替えを演じてCSで放送された。その後、2009年版を再編集し、2012年にNHKBSプレミアで放送されたときは女優の松たか子と俳優の段田安則の2人で全ての役を演じた。
そのほか、絵本を下敷きにした紙芝居ふうのアニメ作品がある。日本で発売されたDVDソフト『それからどうなるの』、『さびしがりやのクニット』の原語ナレーションはトーベ・ヤンソン自身が担当、日本語吹き替えは小泉今日子が1人で全てのキャラクターを演じたほか、いくつかのバージョンがある。同アニメーションの絵もヤンソン自身の絵本から絵を用いた。2012年に3話構成として再発売された。

## 主要人物

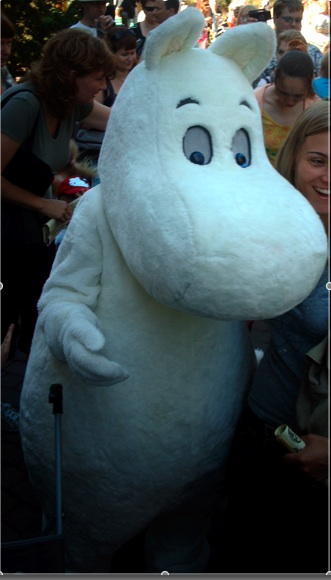
ムーミントロール

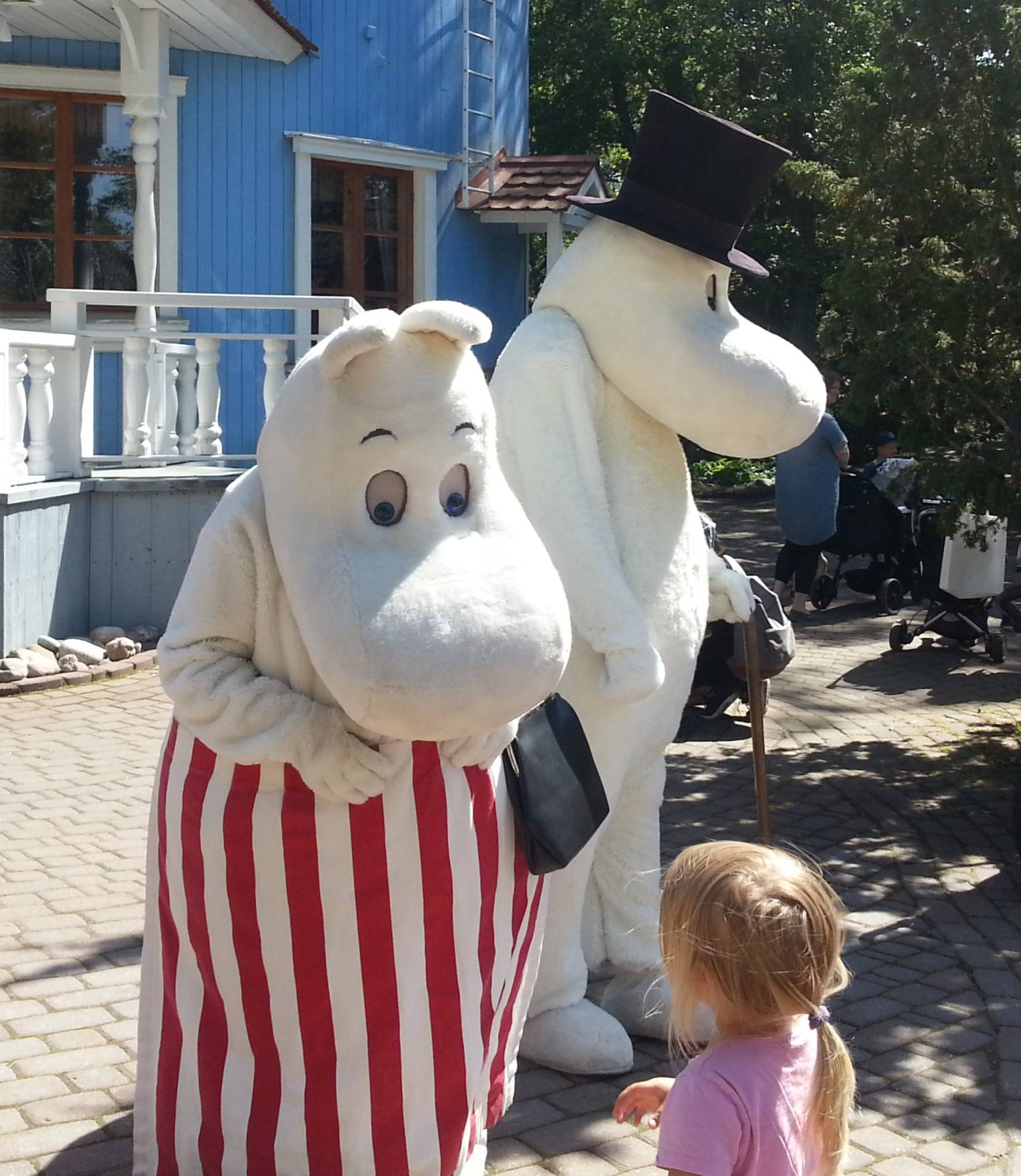
ムーミンママとムーミンパパ。フィンランドのムーミンワールドにて。

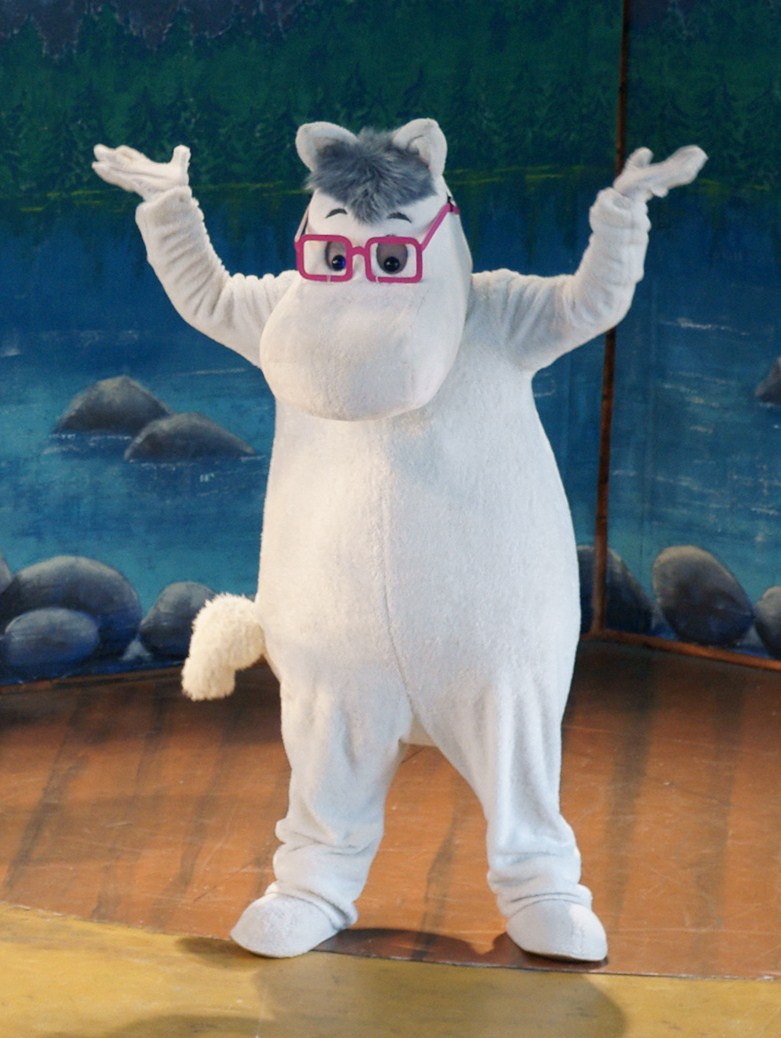
スノーク

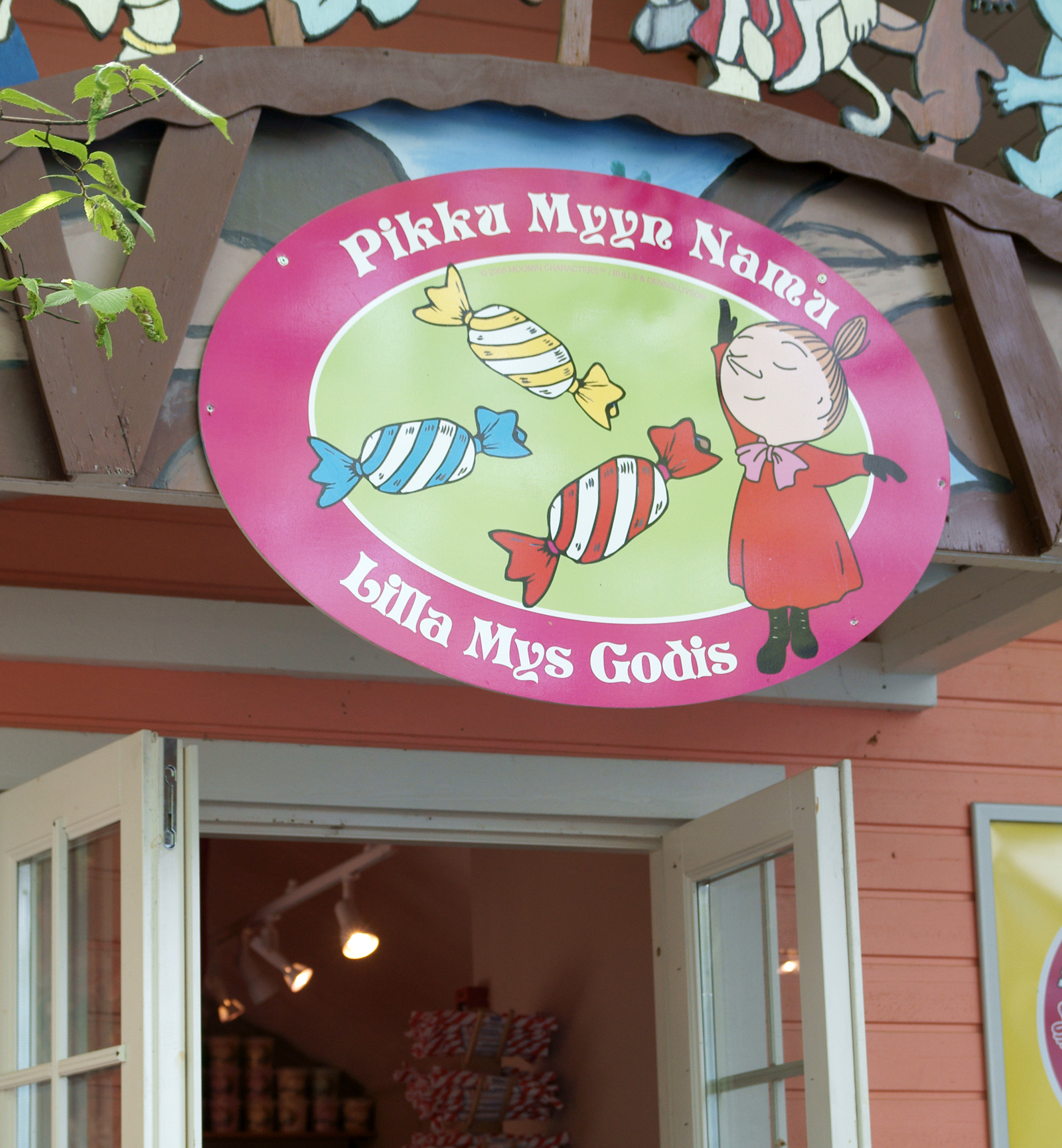
ミイがあしらわれた看板

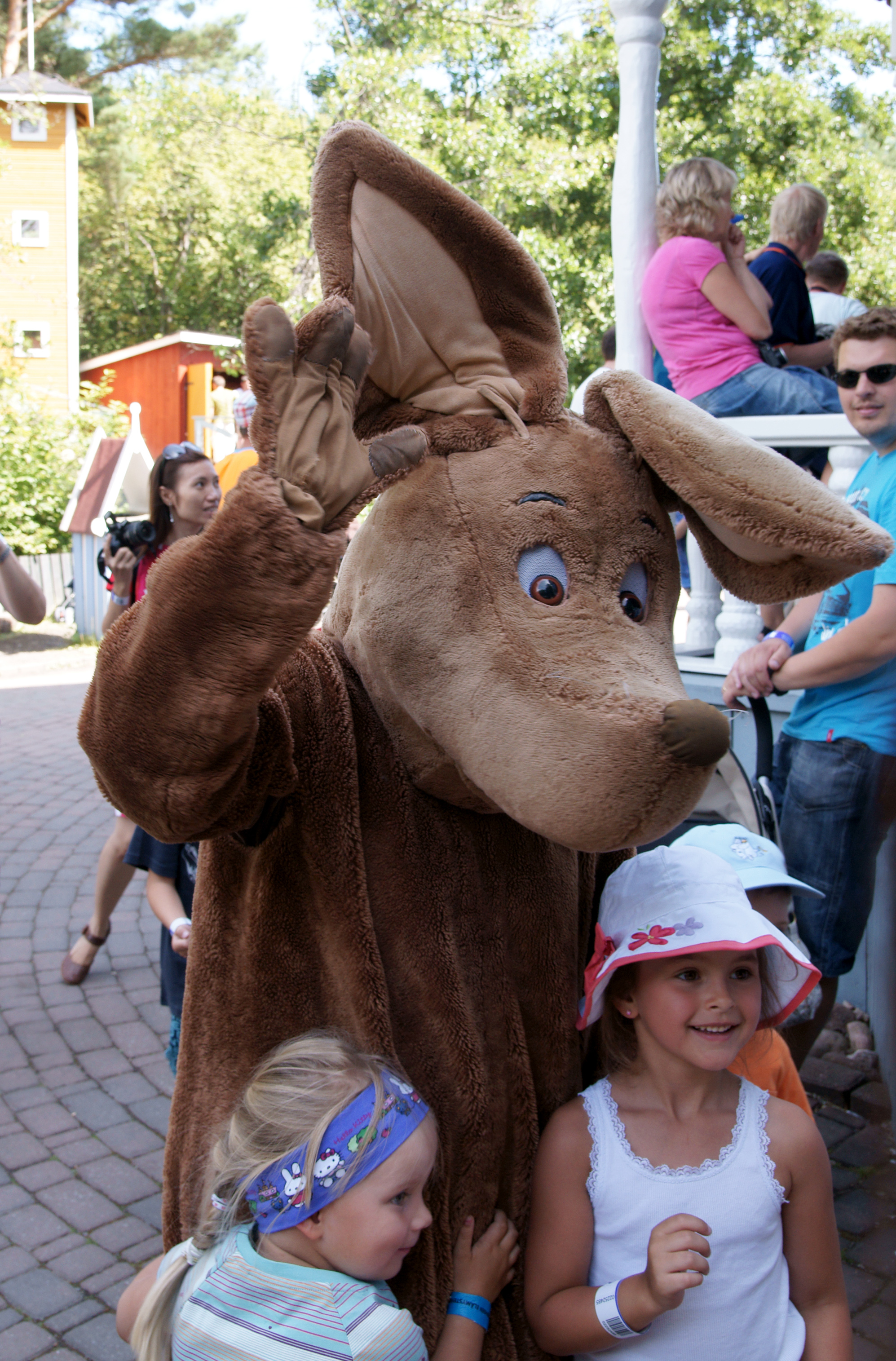
スニフ

ムーミントロール（スウェーデン語: Mumintrollet、フィンランド語: Muumipeikko）
声 - 岸田今日子 / 高山みなみ / 野島健児 / 戸松遥 / 寺島惇太
本作の主人公。ムーミン一家の一人息子であり、好奇心旺盛な優しい男の子。根は優しいが、すぐに怒ったり（もういいよ！）などと投げ出したりする悪い癖があり、仲間によくたしなめなれている。ひねくれることも多いがそのたびに反省し、成長していく。正義感も強く、行動派。おさびし山でノンノンと迷子になる事件があった。（アニメ23話）ノンノンを危険な目に合わせたが和解し自分の非を認め、親や仲間とも絆を深めている。
妖精と言われることもあるが、厳密にいえば妖精ではない。コミックスと『楽しいムーミン一家』では、ムーミン一家とフローレンがカバに間違えられて怒るエピソードがある。さらにヘムレンによって生物学的にもカバとは異なる種族であると証明されているが、原作者本人の挿絵ではカバの吻に見える部分は巨大な鼻という設定である。
父親はムーミンパパ、母親はムーミンママ。一人称は「僕」。ムーミントロール一族の体色は原作中で「白」と明言されているが、アニメ版ではグレーやクリーム色、空色などで彩った。CGアニメーション『ムーミン谷のなかまたち』では、全身を白い体毛におおわれた姿に描かれている。
「Muumin Dalen」（ムーミン谷）と呼ばれる場所で、ひっそりと暮らしている。冬になると家に籠もって冬眠する。先祖は大きなストーブの裏側に住んでいた。トーベ・ヤンソンは小説に登場するムーミン達の体の大きさを「電話帳くらいのサイズ」と述べた。しかしパパが育てるこだわりのタバコは実物の葉っぱ1枚が電話帳ほど大きい点や、ママが育てる野菜あるいはジャムの材料にする木の実と比べると、キャラクターがその大きさでは不可能である。またコミック版のムーミンは人と同じサイズに思われる。人型のキャラクターが登場するが、場面により鏃形の尾が見え、人ではない。
元々はスウェーデン語で書いた小説が先行し、1954年以降、トーベと末弟のラルス・ヤンソンが描いた漫画が英国の新聞『イブニング・ニュース』に連載された。当初はトーベが文字原稿をスウェーデン語で記し、それをラルスが英訳する手順を追っており、途中からラルスが原案を示すとトーベが絵を描く時期を経て、最終的にはラルスが単独で連載を引き継いだ。
『たのしいムーミン一家』『ムーミン谷の仲間たち』ほか、多くの作品に登場する｢トロール」という名称は、北欧の伝説に現れる妖精トロールに由来するが、姿や性質はトーベの創作である。本来、「ムーミン」は種族を表す名称だが、童話の中の「ムーミントロール」は、主人公の呼び名として使われている。
トーベ・ヤンソンが初めてムーミンらしきものを描いたのは、10代の頃に次弟のペル・ウーロフ・ヤンソンと口喧嘩をして負けたときである。悔し紛れにトイレの壁に描いた絵はムーミンらしき姿に（SNORK：スノーク；とても醜い生物）と添え書きしてあった。
トーベ・ヤンソンが初めて、ムーミントロールの原型らしきものを公表したのは政治風刺誌『ガルム』誌上であり、当時は画中の隅のほうにいる小さな目立たないキャラクターにすぎなかった。そのほか、ヤンソンはムーミンかどうか言及していないものの、作品『黒いムーミントロール』にトロールのシルエットを残した。北欧では古来、トロールは気味のわるい生き物とされている。トーベは勉強のために叔父の家に下宿した時期があり、夜中に冷蔵庫から盗み食いを繰り返していたところ、叔父から「夜中に背後から息をふきかけてくるトロール」の話を聞かされたという記述がある（叔父はこれをムーミントロールと言った）。ムーミンの瞳は青であるのに、初期のアニメーションでは黒目であった。
アニメ「ムーミン」や「楽しいムーミン一家」では家の3階部分に自らの個室がある。窓の外に取付けた縄梯子を伝うと1階へすぐに降りられるが、何度も滑り落ちてしまう描写がある。
ムーミンパパ（典: muminpappa、芬: Muumipappa）
声 - 高木均 / 大塚明夫、高山みなみ（少年期） / 稲葉実 / 菊池康弘 / 松本保典
ムーミントロールのお父さん。妻はムーミンママ。一人称は「わたし」（少年期は息子であるムーミントロールと同じく「ぼく」）。『ムーミンパパの思い出』が半生記である。
出自は捨て子で、ヘムルに見えるキャラクターの孤児院に保護された。夢見がちでロマンチスト。院長とウマが合わず施設を脱走して、発明家フレドリクソンらと共に蒸気船「海のオーケストラ号」で冒険の旅に出た。航海を終えて、嵐の海岸で助けた女のムーミントロール（のちのムーミンママ）との間に生まれたのが、ムーミントロールである。
原作では［ムーミン］が種族名を指しており特に問題はなかったが、アニメ『楽しいムーミン一家』では［ムーミン］という個体の呼び名として扱っている。第59話「パパの思い出」の回想シーンでは、わざわざ断りを入れさせて「私は結婚するまでムーミンと呼ばれていたんだ」と話している。
シルクハットがトレードマークだが初期にはかぶっておらず、小説版『たのしいムーミン一家』の挿し絵に初めてシルクハット姿が描かれた。パイプ（たばこ）を好み、こだわりのタバコを自分の畑で栽培している。原作とコミックスを含め、アニメ『ムーミン』はもとより、アニメ『楽しいムーミン一家』でもパパはパイプを持っている
若い頃は冒険家であり、現在は第一線を退いているもののその精神は忘れていない。家族を守ることに強い使命を感じている。しかしモランから家族を守ろうとして逆に不寝番を断られたりと行動が空回りすることもしばしば。原作では、ふとした時に冒険心に駆られムーミン屋敷を飛び出すなど放浪癖がある。
また、コミック版では、見栄を張るあまり失敗する場面も多く描かれている。
ムーミンママ（典: muminmamma、芬: Muumimamma）
声 - 高村章子 / 谷育子、かないみか（少女期）  / 高島雅羅 / 片貝薫 / 井上喜久子
ムーミントロールのお母さん。夫はムーミンパパ。
いつも賑やかなムーミン一家を支える。常に赤と白の縦じまの腰巻エプロンを着用して、手には持ち手の付いた黒いハンドバッグ（形はケリーバッグに近い）を携帯している。夫や子供達に分け隔てなく愛情を注ぎ、スノークのおじょうさんやミイに時折料理を教えている。一人称は「私」。
寛容で穏やかな性格だが、時折お転婆で無鉄砲な性格が垣間見える。『たのしいムーミン一家』では、モランがトフスラン達に盗まれた「ルビーの王様」を取り返しにムーミン屋敷へ来訪した際にはフライパンを片手に立ち向かったり、飛行おにの帽子から出た植物に屋敷が乗っ取られた際は生えた果物を物怖じないで食べながらムーミンパパにも薦め、この帽子に隠れたムーミンの容姿が変身し、自分が化け物（目や耳の大きいヒューマノイドだが毛がふさふさした尾をもつ）になっていることを知らないムーミンが「自分はカリフォルニアの王様だ」と名乗り、その結果スニフ・スナフキン・スノークらに殴られて泣いているのを見てムーミンと見抜いたりと、ムーミン一家の中では精神的に強い。
自宅では主に台所で様々な料理を作っている。趣味は家事の合間にリビングでイスに座りながらする編み物、一家で海に出かけた時も暇を潰す時も編み物をしていることが多い。このほかにも、庭でバラを育てるなどガーデニングに勤しんでいる。また、料理の知識の他に食用キノコと毒キノコを見分けるなど、山菜に対する知識にも長けている。自宅の地下には彼女専用の薬剤室があり、自身の祖母が手帳に書き残した秘伝の薬の調合書を持っている。誰かが病気になった際は調合書で使用する薬の調合方を調べ、薬剤室に篭り薬の調合をしている。
少女時代、海で溺れていた所を「海のオーケストラ」号での冒険を終えたムーミンパパに助けられる。アニメ『楽しいムーミン一家』では、その頃のママの容姿は現在のフローレンそっくり（相違は前髪とハンドバッグの有無のみ）と表現されている。
常に携帯するハンドバッグには、救急道具や化粧品に加え、ムーミンパパから婚約の際に贈られたルビーの指輪や真珠のネックレスなどあらゆる物が入っている。このハンドバッグは本人にとって命の次に大事な物であり、トフスランとビフスランにハンドバッグを隠された時は、ミムラねえさんやヘムレンなども参加し村中総出で捜索した。また、コミック版では犬にバッグを盗まれた際に、ムーミンパパから用意された代わりのバッグを拒否するなど、ハンドバッグに対するこだわりを見せている。
体重は重いらしく、アニメ『楽しいムーミン一家』の第二期OPの描写ではムーミンパパよりも重い（ムーミンパパを含むムーミンたちが長椅子に座っており、端にムーミンママが座ると長椅子が片寄る）。ムーミンパパがムーミンママに誕生日プレゼントとして送ろうとしていた自転車も、かなりの重さに耐えられるようにスノークが設計図を書いていた。
スノーク（典: Snorken、芬: Niisku）
声 - 広川太一郎 / 平田康之、高坂宙（ムーミン谷の彗星） / - / - / -
ムーミン族とは似て非なる生物であるスノーク族の青年で、後述する“スノークのおじょうさん”の兄。一人称はムーミントロールと同じく「僕」。
原作小説におけるスノーク族の外観はムーミン族に似ており、体の大きさもほぼ同じだが、体色が個体ごとに異なり、感情によって変化すると説明があったが、アニメ版では妹同様に変色設定は採用されず『ムーミン』では妹に比べるとやや鈍い若草（薄緑）色をしており、常に鬘を被っている。『楽しいムーミン一家』では薄水色をしている。
外見は原作小説ではムーミンとほぼ同じ姿で、講談社版全集の登場人物紹介のイラストなどにある長髪の鬘を着用している姿は、『たのしいムーミン一家』のトフスランとビフスランの裁判で裁判長を務めた際に着用したものであり（イギリスの裁判官を真似た。そのイギリスでも、2008年以降は刑事裁判のみで着用されている）、常用はしていない。アニメでは外見が昭和版と平成版で全く異なり、アニメーション『ムーミン』における兄の「スノーク」のキャラクターデザインは、前述のかつらを被っているが、『楽しいムーミン一家』では妹に似た前髪がありメガネをかけている。『楽しいムーミン一家　冒険日記』では、OPのみで物語には登場しない。コミック版に一度（後述）登場したときはムーミンとほぼ同じ外見だが、すそに三角模様が並んだ上着を着ており、ポーランドのパペットアニメ版では帽子と襟巻をつけていた。
原作では小説版は『ムーミン谷の彗星』で初登場し『たのしいムーミン一家』でも主要登場人物扱いだったが、以後突然出てこなくなった。漫画版では最初から出番がほとんどなく（ラルスが描いた一作『Niiskuneiti seurapiireissä（仮邦題『スノークのお嬢さんの社交界デビュー』）』のみ登場）妹がムーミン家で一人で居候という構図になっている。ポーランドのパペットアニメ版では『たのしいムーミン一家』原作のエピソードでは未登場（彼のセリフはムーミンやヘムレンさんが代役をしている）で『ムーミン谷の彗星』原作の話に登場している。
原作初登場の『ムーミン谷の彗星』では仕切りたがる几帳面で理屈屋な人物だったが、『たのしいムーミン一家』ではジャングル化したムーミンの家でムーミンたちとターザンごっこに興じるなど砕けた面もあった。アニメ版は『ムーミン』では王立学院（アカデミー）を卒業（「帰ってきたノンノン」では、卒業証書を持って兄妹で並んで写っている卒業式の記念写真を見せている）した良家のプライドが高い人物として描かれ、『楽しいムーミン一家』では空を飛ぶ船（パパがムーミン谷へ来る前に、パパと親友になったフレドリクソンが初めに乗って航海をした船“海のオーケストラ号”を後に、接岸をした国の王様へ献上のために、この船を改造して既に完成している筈である）の発明に勤しんでいた。
snorkはスウェーデン語で「指図や命令をし、いばったり、うぬぼれたりする人」という意味である。トーベが一番初めに描いたムーミンの登場人物は、先述の通り実はスノークであり、次弟のペル・ウーロフ・ヤンソンと口喧嘩をし負けた時に、ペル・ウーロフのことをトイレの壁に描き、ムーミンらしき姿の生物の下に「SNORKEN」と書かれたものがムーミンのルーツである。

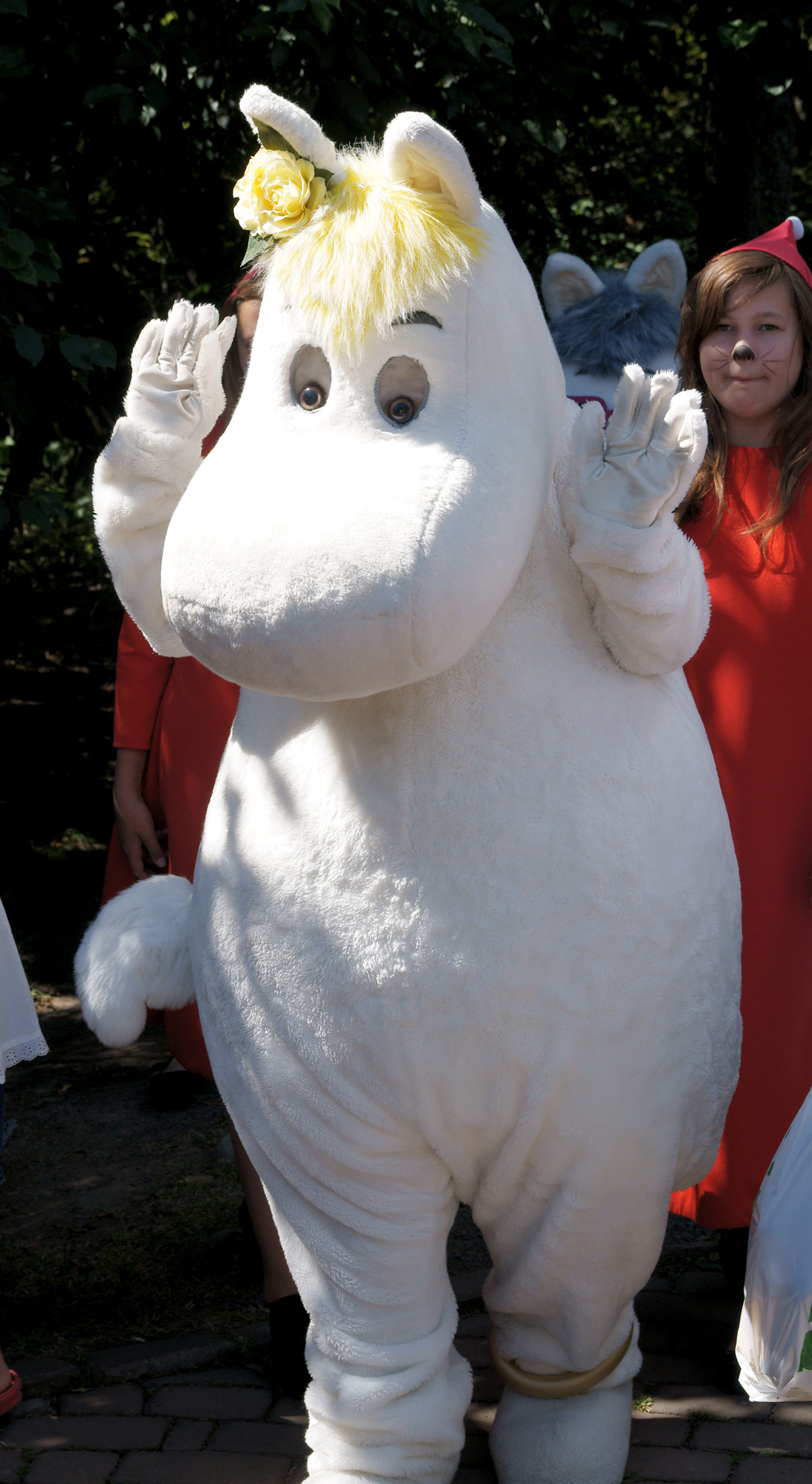
スノークのおじょうさん

スノークのおじょうさん（ノンノン、フローレン 典:  Snorkfröken、芬: Niiskuneiti）
声 - 武藤礼子 / かないみか / 永田亮子 / 花澤香菜 / 津田美波
スノークの妹。原作小説では体色は嬉しい時は黄色、不安な時は緑、怖い時は紫に変わり、目が黒くなると説明がある。アニメ版では変色設定は採用されず、アニメ『ムーミン』（いわゆる「昭和版」）では体色は黄緑色をしており、前髪（『たのしいムーミン一家』所収の海岸でのキャンプの際に、誘導雷を受けて一度焼けてしまった）が桃色。アニメ『楽しいムーミン一家』（いわゆる平成版）では薄い黄色（クリーム色）、前髪は黄色にされていた。この前髪があるところがムーミン族と異なる。金のアンクレット（足環）を着けている。ムーミントロールのガールフレンド。一人称は「私」だが、「あたし」と言うこともある。
原作の『ムーミン』小説シリーズでは、スノークのおじょうさんと呼ばれているだけで名前は設定されていない。アニメ『ムーミン』では1969年版パイロットの制作中に、田代敦巳音響監督が、演出家大隅正秋の妻の愛称の「ノンちゃん」をヒントに急遽「ノンノン」と名づけられた。しかし原作者トーベから「"no"や"non"などの否定的な意味に取れる」と意見があったため、『楽しいムーミン一家』ではドイツ語でお嬢さんを意味するフロイラインfräuleinを文字ってフローレンという名前となった。一度、記憶喪失になり自分が「おさびし山の王女」だと思い込んだことがある。
小説版では自分の前髪などに対するいささかナルシスト的な面も見せるが、ムーミンに気遣いを見せる優しい女の子として描かれる。コミックス版では夢見がちでのぼせやすく浮気性な面が強調され、一面的な「わがままな女の子像」に拘泥する。
初出は『ムーミン谷の彗星』であり、巨大食虫植物アンゴスツーラに襲われているところをムーミントロールたちに救われる。ムーミントロールは彼女が以前落とした金のアンクレット（足環）を拾っており、それを渡すことができて喜んだ。これが切っ掛けで彼女はムーミントロールのガールフレンドとなり、彗星を避けるために兄妹はムーミン谷へ同行し、そこに移り住むことになる。なお、原作小説版の少なくとも最初のうちはムーミンやしきに兄と一緒に居候している設定だったが、アニメ版では別に家がある設定。
ミイ（典: Lilla My、芬: Pikku Myy 原文和訳で「ちびのミイ」とも）
声 - 堀絢子 / 佐久間レイ / 水田わさび / 豊崎愛生 / 大谷育江
ミムラという一族の一人で、ママミムラ（ミムラ夫人）の20番目の子。タマネギのように結った髪型が特徴（ミムラ族は女はみなこの髪型。男は逆立てたような短髪である）。アニメ『ムーミン』では黄色いワンピースを着て赤いスカーフを絞めている。『楽しいムーミン一家』では赤いワンピースを着て桃色のスカーフを絞めているが、黒い手袋をしているため、手が黒く見える。他に34人の兄弟姉妹がいる。原作ではヨクサルとミムラ母娘が出会った後、スナフキン誕生以前にミムラ夫人より生まれている（つまりムーミンたちより高年齢）。ちびのミイという名前は、他の弟妹達と異なり大きく成長しなかったことにちなんでつけられたもの。一人称は『ムーミン』では「ミイ」、『楽しいムーミン一家』では「あたし」、原作では「あたい」。
一言で強烈な印象を与える毒舌家であり、作品に現実的な視点を添える特徴的なキャラクター。物怖じしない性格で、歯に衣着せぬ正直な物言いや勘の鋭さから、誰もがたじろいでしまうことがある。ただし根っからの悪い子ではなく、意地悪で言っているわけでもない。実は寂しがり屋だがとても優しい。1972年のアニメではこれが特に強調されている。仲間に侮辱されたあまりの悔しさから、自分からおさびし山に泣きながらいってしまう事件があった。ミイは時に味方もいず、時に孤独でもある。あまりに困ったときなどはムーミンやムーミンパパに助けをもとめることも少なくない。
怒った時は噛みつき、馬鹿にするときは鼻から息を吸って歯の間から吐き出す。
大変な悪戯好きであり、騒動のきっかけや中心になることも多い。コミック版ではこの悪戯にムーミンたちが手を焼いて振り回される話が多く、アニメ『ムーミン』『楽しいムーミン一家』でもそれが強調されている。生まれた途端に飛行船の配管にオートミールを詰め込んでおり、母であるミムラ夫人からは独創的だと評されている。あまりの度が過ぎたいたずらに、ミムラねえさんからきつく叱られることも少なくない。
「喜ぶ」「怒る」という感情を大切にしており、「かなしむ」ということは何の役にも立たないと考えている。1972年のアニメでは、スニフと遊んでいることも多い。驚いた口調や、（あらららら？）が口癖。
スニフ（典: Sniff、芬: Nipsu）
声 - 富田耕生 / 中尾隆聖 / - / 福山潤 / 落合弘治
ツチブタやカンガルーのような外見の生き物で、ムーミンパパの若い頃の冒険仲間であるロッドユールとソースユールの間に生まれた子である。
大変な臆病でわがままな性格をしており、金貨・宝石・貴金属など、キラキラ光る金目の物が大好き。コミック版では怪しい薬を拵えて売ったり、ムーミンに占い師になってもらいカネ儲けを企んだりした。一方で自分より弱いものには優しく接する。アニメ『ムーミン』でも臆病であり光り物が好きで、『楽しいムーミン一家』でも金儲けの話や金持ちの人物に目がなく、自発的に行動を起こすが決まって上手くいかない。食いしん坊であり、泳げないので水が大の苦手。
尻尾の先端の形状は絵によって一定しておらず、ネズミのようにムチ状に描かれている場合と、牛やロバのように房状になっている絵が混在している。また、体色も日本のアニメでは昭和・平成版共に茶色だが、絵本『ムーミン谷への不思議な旅』では白っぽい灰色になっていて、ポーランドのパペットアニメでもネズミのようなグレーだった。
「sniff」には英語で「嗅ぐ」の意味があることから、優れた嗅覚と聴覚で蟻塚を探すツチブタがモデルだという解釈がある。種族名は不明だが、初期の漫画版である『ムーミントロールと地球の終わり（Moomintroll and the End of the World）』でスニフは後に登場する父親と同じ「ロッドユール」名義で登場していた。コミックス版やアニメ版ではムーミンより長身だが、小説版初期ではむしろ小柄なキャラで初登場した『小さなトロールと大きな洪水』では最後まで「小さな生き物（Det lilla djuret）」という呼び名であった。講談社版では訳者の冨原眞弓がこれについて但し書きし、便宜上以後のシリーズに合わせて「スニフ」と意訳してある。ムーミン一家と同居している時と、自分の家にいる時がある。
スナフキン（典: Snusmumriken、芬: Nuuskamuikkunen、英: Snufkin）
声 - 西本裕行 / 子安武人 / 白熊寛嗣 / 櫻井孝宏 / 高橋一生
ムーミントロールの親友。ヒトに似た姿だが、しっぽが描かれた挿絵も存在するなど明白にヒトとは異なる。キャラクターデザインはアニメ『ムーミン』では、黄色いコートに黒い帽子に赤いスカーフをして丈の短い茶色の短パンとロンパンの中位の物を着用しているが、1972年版では髪が描かれ、帽子の色がオレンジ掛かった茶色になり、花冠が付いている。黒のロンパンに変わり、また、背が伸びている。『楽しいムーミン一家』では緑色のコート・緑色の藁帽子・黄色いスカーフをしている。また、背が1969年版の頃より、低くなり、肌色となっている。『劇場版ムーミン　南の海で楽しいバカンス』では、緑のコートと帽子に肌の色が灰色。表記と後記の通りスナフキンは英語であり、スウェーデン語では、「スヌスムムリク」である。
初出は『ムーミン谷の彗星』でおさびし山の天文台に向かうムーミンとスニフがキャンプ中の彼と遭遇し、成り行きで道案内をして、彗星から避難するためムーミン一家とともに洞窟に逃げ込んだのがきっかけでムーミン谷に住むようになったが、基本的に冬眠はせず冬の来る前に南へ旅立ち、春の訪れとともにムーミン谷に戻ってくる。ただし、原作小説『たのしいムーミン一家』ではムーミンと共に冬眠する描写がある。
父親はムーミンパパの友人ヨクサル。母親については、「ムーミンパパの思い出」にスナフキンの母は「あのミムラ」であると書かれている。またセリフのみだが『ムーミン谷の仲間たち』の「スニフとセドリックのこと」では「母親のおば」の存在が語られている。
自由と孤独、音楽を愛する旅人として描かれており、クールで物事を所有することを嫌う。原作のスナフキンは理知的ではあるが孤独を好み、どちらかといえば人づきあいが苦手な人物として描かれている。心を許しているのはムーミンなどごく一部の人々にすぎず、『ムーミン谷の十一月』ではヘムレンなどの他人に対してひどく無愛想である。また、人に指図されるのを嫌うほか、立て札が嫌いで、これに怒りをぶつける描写がある。しかし『ムーミン谷の夏まつり』では、やむを得ず引きとることになった24人もの孤児（森の子供たち）の世話をしており、孤児たちからは「スナフキンおじさん」（小説旧版）と呼ばれている。
コミックス版におけるスナフキンは原作よりもやや外向的である一方、自分の嫌いな人々がムーミンの家にやってくるとこそこそ逃げ出してしまう。
昭和アニメ版『ムーミン』では理知的で静かな大人という雰囲気のキャラクターで、『ひみつの泉はどこにある』でおさびし山へ登るか悩んでいた時に、川のわきで釣りをして、ギターを弾きながら歌っていたのが初登場である。平成アニメ版『楽しいムーミン一家』では、ムーミン一家以外の人たちに対しても無愛想にならず、友好的に接している。何かと事件解決の突破口を作ることも多い知恵者的立場で活躍するためか、親友であるムーミンを始め周囲からは信頼され好かれている。番組開始当初は「子供達」の括りにいたが、進行するごとに「子供たちのお兄さん」的立場、どちらかというと大人の立場に移っており、ムーミンパパやママ、大人達からも「スナフキンがいるから安心」と頼られている。自分の意志を大切にし他の人の意見に流されることはあまりないが、ムーミンとの友情を最も大切にしている場面が随所に見られる。飛行おにや魔女クラリッサなど力を持つ人物に対しても堂々と話し、仲間の危機にもいち早く行動する。
母親がミムラ一族で、ミイとは親類になる（ミイの方が年長）ことが原作小説中で明記されているが、アニメではその関係には触れられていない。ミムラ姉さんとは他人行儀な会話しかなされておらず、『楽しいムーミン一家』の過去編といってもよい劇場版『ムーミン谷の彗星』では、スナフキンとミイは初めて対面している。そのため、アニメ『楽しいムーミン一家』のエピソードでは、ミイからデートに誘われたスナフキンが驚いて橋から川に落ち、浅瀬のはずの川に潜ってしまう。その後、ミイは気にしていないようだが、スナフキンはミイを見かけると逃げようとする素振りも見せている。
日本名のスナフキンは英語名のSnufkinからの音訳で英語の嗅ぎタバコ（スナッフ；snuff）から由来するものである。原作のスウェーデン語のスヌスムムリクは、「スヌス（北欧のかぎタバコ）」、「ムムリク」は親しみを込めて言う「あいつ、野郎」という意味で、「嗅ぎタバコ野郎」といった意味。ところが名の由来に反し、原作、コミックス、『ムーミン』においては嗅ぎタバコは嗅がず、パイプで葉タバコの微塵切り（刻みタバコ）に火を着ける形で喫煙している。原作やコミックスでは『ムーミン谷の夏祭り』で、森の子供たちにプレゼントされたラズベリー風味のタバコを日曜日に吸うことにしていた。原作『たのしいムーミン一家』、アニメ『ムーミン』ではムーミンパパ同様パイプをくわえて、アニメーション『楽しいムーミン一家』もキャラクターデザイン迄はパイプをくわえているが、アニメ『楽しいムーミン一家』完成品ではタバコを吸っていない。ところが、トーベ・ヤンソン生誕100周年を記念してフィンランドで製作された長編アニメ『劇場版ムーミン　南の海で楽しいバカンス』では、タバコ用のパイプをくわえて黒い手袋をはめている。アニメ『ムーミン』ではアコースティック・ギターを弾き、歌も歌うが、原作、小説、コミックスとアニメ『楽しいムーミン一家』ではハーモニカを吹き、歌わない。また、原作小説ではアコーディオンを弾く挿絵も存在する。原作は黒い手袋をはめているので、手が黒くされている。
スナフキンの自由気ままな生き方は、原作読者・アニメーション視聴者の子供たちはもとより、日々の生活に疲れた一部の大人たちの郷愁・憧れも誘い、「スナフキン的な生き方」は理想の生活、スローライフの代名詞としても用いられることもある。そのため公式サイトで行われたキャラクター投票で、一位をとるほどの人気キャラクターであった。文芸誌『ダ・ヴィンチ』の2005年12月号では、巻頭数十ページにわたってスナフキン一人の特集が組まれた。一人称は原作『たのしいムーミン一家』では「ぼく」、『ムーミン』では「俺」、「おいら」、「ぼく」、「私」。

## その他

### ムーミン谷の住人
ミムラねえさん（典: Mymlan、芬: Mymmeli（nuorempi））
声 - 荘司美代子 / 小林優子 / - / - / -
タマネギのように結った髪型が特徴の「ミムラ」という生き物。キャラクターデザインは、アニメ『ムーミン』では原作と違い真っ白な体に白い服を着て、緑色の髪の毛をして緑掛かった水色の瞳をしているが、アニメ『楽しいムーミン一家』でも、原作と違い肌色に橙色の髪に青い瞳をしている。原作絵本やイラストの絵では白っぽい体に橙色の髪に青い瞳をしている。
原作小説『ムーミンパパの思い出』では「ミムラのむすめ」名義で登場し、同話のラストで母や妹弟たちと共にムーミン谷にやってきて「今夜また出発する」はずだったが、何らかの理由で妹のミイを母から預けられてムーミン谷に残った、この時はムーミンたちと同居していたが後にムーミン家から出て行ったらしく『ムーミン谷の冬』では屋外の穴でミイと一緒に冬眠する描写があったほか、『ムーミン谷の十一月』ではムーミン谷から2つ隣りの入り江の町に住んでいた。
おしゃれ好きで足が長く、きれいな髪が自慢。『夏まつり』ではスノークのおじょうさんとともに髪についてミーサ相手に自慢する描写があるほか、『十一月』ではダンスが好きで、まげをほどいて髪をなびかせて踊るという姿を見せた。コミックスでは恋に落ちやすい女の子として描かれた。
ミムラのむすめ（典: Mymlans dotter、芬: Mymmelin tytär）
声 - 佐久間レイ
ムーミンパパが子供の頃に知り合った人物。原作『ムーミンパパの思い出』ではミムラねえさんの若いころの姿であり外見もさほど違わないが、アニメ版では大きさと目以外はミイにそっくり。あまりに悪い子（嘘つき）なので母であるミムラ夫人に園遊会に連れて行ってもらえなかった時にムーミンパパたちと出会った。なお、原作挿絵では彼女を含むミムラ族に尻尾が生えているのが確認できた（アニメ版は特に描写なし）が、この巻以後は小説・漫画ともにミムラ族の尻尾が見える描写はない。
ヘムレン（典: Hemulen、芬: Hemuli）
声 - 雨森雅司 / 矢田稔 / - / 関俊彦 / 太田哲治
ヘムル（スウェーデン語：Hemulに定冠詞がついて語尾変化したものがHemulen）は個体名でなく種族名で、ヘムレン（hemulen）は「その（この）ヘムル」という意味。従って原作小説だけでも複数の「ヘムレンさん」が登場している。
他ジャンルだと絵本では『それからどうなるの？』、『さびしがりやのクニット』、『ムーミン谷へのふしぎな旅』ではいずれも全個体が「ヘムレン」と訳されている（もっとも『クニット』以外は一体ずつしかヘムルは登場しない。なお『ムーミンやしきはひみつのにおい』はヘムル族自体が未登場）。
種族全体で共通するのは外観はムーミン族に似ているが、外耳が見当たらないほか、体が大きく顔に突き出ているのは鼻ではなく口吻で先端に口があるほか、冬眠もしない。また頭髪が生えている個体の挿絵も多い。肌の色はアニメ『ムーミン』では紫だが、アニメ『楽しいムーミン一家』ではグレー。ムーミン族より大柄で普段は衣服を着用している。服の色は『ムーミン』では青だが、『楽しいムーミン一家』では紫。
ムーミン谷の外にある「ヘムルの世界」で、多数の個体が暮らしているらしく、「しずかなのがすきなヘムレンさん」には遊園地や多数のヘムルが集まっている大きな建物がある町の描写がある。
「Hemul」とはスウェーデン語の古い法律用語「ohemul（不当・不適切な）」という形容詞の逆（スウェーデン語では「O-」は否定の接頭辞）で「正当な」という意味になるが、言葉遊び的な造語で「hemul」という形容詞は厳密には存在しない。物語中に登場するヘムルも警察署長や警官、公園の管理人などの職業についているものが多かった（なお、「hemuls man」だと「権威者」「情報提供者」の意味で、「スーパーヘムレン」は「ヘムルらしくない」という意味）。
講談社全集の場合だと以下の6名が「ヘムレンさん」と訳されている（カッコ内は本編で別の呼ばれ方がある場合 ）
『ムーミン谷の彗星』と『楽しいムーミン一家』のヘムレンさん
切手収集家で、おばからもらったスカートのような服を着ている（彼の登場時に「ヘムル族はスカートをはく生き物」というような記述がある、ただしこの後に出てくる男性のヘムルはそうでないものも多い）。ムーミン一行が天文台から帰る最中に遭遇。数日後の彗星衝突の危機という事情を知って一緒にムーミン谷の洞窟へ避難するため同行する（以上、『ムーミン谷の彗星』）。その後はムーミンの家に居候していたが、切手をコンプリートして面白くなくなり、代わって植物の標本集めをはじめる（このため胴乱とルーペを持ち歩くようになる）。ヘムル族ではおとなしい方だが、趣味に没頭すると周りが見えなくなる。関係ないことでも物知りで他の人には意味不明のトフスランとビフスランの言語を理解できる。
日本のアニメ版では昭和・平成双方とも「ヘムレンさん」は彼がベースで、どちらも初老の物知りおじいさん（学者という設定を持つこともある）といったキャラになっている。昭和アニメ版では署長以外のヘムルの要素が一人にまとめられており、切手と植物以外に昆虫収集（原作では『彗星』に登場するいとこの設定）やホルン演奏（同じく『冬』のヘムレンさんの要素）の趣味もあるほか、トゥーティッキやフレドリクソンの設定も混ざり、第27話でニンニを連れてきたり、第50話で若いころパパと船で旅をしていたと説明があったりする。平成アニメ版では他のヘムルも出てくるが「ヘムレンさん」はこの個体の固有名にされている。
平成アニメ版には一度だけ妹のゴットリー夫人が登場する。世話焼きでモランを恐れている。急いで走り出す時は着ている衣服の裾を両手で掴んだり、雹が降り出した時は頭まで衣服を捲りあげて身を守る描写もある。
コミックスの『彗星がふってくる日（Moomin and the Comet）』は『ムーミン谷の彗星』のリメイク的な内容なので彼も「切手収集のヘムル」としてとして登場するが小説版とは微妙に外見が違い眼鏡をかけており髪がやや短く跳ねている。彗星接近に伴う騒ぎでお宝の「上下逆のエラー切手」がどれだかわからなくなりがっかりしていた。同話ではこれ以外にエビを取っている「養殖家のヘムル」も登場するがこっちは完全に別キャラである。
また、『ジャングルになったムーミン谷（Moominvalley Turns Jungle）』には植物の標本を集める学者のヘムルが登場するが、小説版のお爺さんっぽい人物とは外見がかなり異なり（眼鏡をかけていて頭髪がなく丸い帽子を着用）、もっと若そうな人物になっている。彼にはいとこの動物学者がいて捕虫網や瓶を持って出てくるが、彼も後述の昆虫収集家のヘムルとは外見が異なる。
絵本『それからどうなるの？』にも彼と似た顔のヘムル（掃除好き）が出てくるが体の大きさが極端に異なり、手に持つ掃除機がムーミンたちを吸い込むサイズなので別人の可能性が高い。
『ムーミンパパの思い出』のヘムレンさん（おばさん・ヘムレンおばさん）
赤ちゃんの頃のムーミンパパが置き去りにされていた孤児院を経営していた人物。ムーミンパパの主観では子供たちの世話自体はちゃんとやってくれるが、やたらと規則にうるさい杓子定規な人物であった。その後孤児院から逃げ出したパパは彼女がモランに襲われていたところを誰だか気が付かずに救出してしまい、自分たちが乗り込んでいた海のオーケストラ号を彼女に仕切られかけるが、偶然彼女自身がニブリングの群れを怒らせてしまい彼らに連れ去らわれる。その後しばらく出てこなかったが最終的には角が取れたらしく終盤でムーミンパパたちにお祝いの手紙を出してきた。
なお、彼女は実際はヘムルでない可能性があり、アニメ『楽しいムーミン一家』でも該当話（第59・63話）で「院長」と呼ばれるフィリフヨンカの姿になっていた。
『ムーミン谷の冬』のヘムレンさん（大きなヘムル・ヘムレンおじさん）
黒とレモン色のジグザグ模様のセーターを着たスキーヤーの格好をしている。冬のムーミン谷にスキー姿でホルンを鳴らして現れ、熱血漢で寒くても元気で寒中水泳すら平気で行うが、そのテンションの高さについていけないムーミンの家に集まっていた避難民達からは嫌われ、ムーミンも興味がないのにスキーを強引に教えられて閉口する、ただし、本人に悪意はみじんもなく世話好きな人間であるため、はい虫（クニット）のサロメが彼の後を追って外に出てはぐれ遭難した際にはすぐに救出に向かって連れ帰ったり、オオカミに囲まれてピンチのめそめそを助けるなどの活躍をしている。最後はサロメとめそめそと共におさびし山に向かって旅立つ。
本人が「ぼくは魚を食べず野菜と果物だけを食べる」と説明するくだりがあるが、『たのしいムーミン一家』や『ムーミン谷の十一月』に登場するヘムレンは魚を食べる描写があるので、種族的な食性ではなく単に個人的な嗜好。他に彼個人かヘムル全般の能力なのかは不明だが、「犬のめそめそを上回る嗅覚を持つ」という説明がある。また、彼以後のヘムルには口吻の先に口がはっきり描かれるようになる。
アニメ版では『楽しいムーミン一家』第23話に彼の外見や設定をベースにした「ラッキ」（声：大林隆介）というキャラクターが登場（楽しいムーミン一家のゲストキャラクター参照）、基本デザインは同じだがセーターの色が紫にピンクになっている。なお、同作品の英語翻訳版ではコミックス版の『やっかいな冬（Moomin Winter）』に登場する「ブリスク（Brisk）」というキャラの設定を引き継ぎブリスク名義で登場するほか、ポーランドのパペットアニメ版では後述の「もみの木」でムーミン一家を起こしたヘムルのポジションを兼任していた）。
「しずかなのがすきなヘムレンさん」のヘムレンさん（遊園地のパンチャー）
同話の主人公。ヘムル族には珍しいネガティブで陰気な性格をしており、怠け者ではないが騒がしいところを嫌い「早く老人年金をもらえるようになって静かな所に隠居したい」と願っていた。
長い間昼は（嫌々）遊園地の切符切りをして、夜は幼児引受所でヘムルの赤ちゃんの面倒を見ていたが、大雨による洪水で遊園地が壊滅（その後スケートリンクになる）したのをきっかけに経営者役員の親戚の人たちにここの仕事が自分にあっていないことを伝えたところ、廃墟化した公園（もとは花火を上げていたが火事を起こして閉鎖）を与えられそこに引っ込むも、遊園地再会を願う子供たちの頼みにほだされ、公園を「沈黙の園」名義の（かなり簡素になったが）遊園地にして騒がない約束で子供たちに開放する。
「ニョロニョロのひみつ」のヘムレンさん
「ヘムレンさん」と訳されているキャラクターだが、完全な脇役。ムーミンパパの釣り仲間らしく、冒頭でいつの間にかパパがいなくなった際、一緒に釣りに行ったのかと周囲の人が尋ねたところ、「自分の見ている前でパパは一人で出かけていった」といった意味の回答をした。登場はここだけで以後は出てこない。
キャラクター描写が少ないため詳細不明。他のヘムルの誰かと同一人物の可能性もある。
『ムーミン谷の十一月』のヘムレンさん
ムーミン谷から2つ離れた大きな入江の町に住むヘムル。体が大きく（スナフキンのテントが彼1人でいっぱいになる描写がある）、お人好しで整頓が好きだが冒頭では決まり切った日常に飽き飽きしており、ヨットを持っているのを自慢していたが、自分の整頓と周囲の人を仕切るのに忙しく全然乗らない（よって動かす技術も習得していない）でいた。最終的にスナフキンに手伝ってもらってヨットに乗るが、海が怖いと感じてヨットを乗りこなすことをあきらめ誰かに譲渡することを決める。
過去にムーミン家を訪れ、楽しかったという意味の説明があるが、『たのしいムーミン一家』で居候していた収集家のヘムレンではない（髪がない・スナフキンと初対面など）。
遊園地のパンチャーのヘムレンのように陽気とはいいがたい性格だが、スナフキンをはじめとする訪ねてきた人たち同士でムーミン一家を待つ間共同生活を始めた際、家事を仕切りたがるなどこちらはヘムルらしい面もみられる。
ヘムレンさんとは訳されていないヘムルで、ある程度話に絡む個体
『ムーミン谷の彗星』のヘムル（昆虫収集家、切手収集家のいとこ）
地下の滝に落ちそうになったムーミンたちの音を新種の虫と間違え結果的に救出した。その後彗星接近の話を聞かされるが「彗星」を理解できず何かの虫と誤解する。その後ムーミンたちがいたずらで落とした岩が当たりそうになりガラス瓶が壊されるなどの被害にあう。
以後の巻では登場しないが、『たのしいムーミン一家』でいとこのヘムレンさんが彼のことを少し触れる（「今から昆虫標本集めをしてもあいつにはかなわない」という趣旨）ほか、『ムーミン谷の冬』に彼かは不明だがコガネムシをコレクションしていたヘムルの話がめそめその噂話に出てくる。
『ムーミン谷の夏まつり』の大きなヘムル（牢屋番のヘムル）
警官の帽子をかぶっているが牢屋番の資格も持っているヘムル。公園で公園番を電気人間にしたいたずら、並びに立札を抜いて（実はここまではスナフキンが犯人）燃やしていたムーミン一行を逮捕し牢屋に入れておいたが、ある朝劇のチラシを見たことで幼少期見た舞台劇を思い出し、牢屋をいとこに任せて劇場に行ってしまう。その後劇場でムーミン一行と遭遇して逃げ出したことに気が付き、さらにムーミンを弁護したスナフキンが真犯人と知ってムーミン谷まで彼らを追いかけるが、彼らに同情的ないとこがスナフキンは反省していると口裏を合わせ、反省文（偽造）を見せられ引き下がった。
平成アニメ版では「署長」と呼ばれているが、コミックス版に出てくるセミレギュラーの「署長」とは役職が同じ別個体。
『ムーミン谷の夏まつり』の小さいヘムル（ヘムルの娘）
牢屋番のヘムルのいとこでヘムルには珍しく臆病で気弱（また、ヘムルかどうか怪しい孤児院経営者を除くとノベル版では挿絵に描かれた唯一の女性ヘムル）。ただし困った人を助けようとする義務感は強く、そこを突かれてムーミンたちに説得されて彼らを牢から逃がしてしまう。その後も同情的で反省文を偽造してスナフキンを助けた。
趣味は編み物で牢屋の番をするついでに編み物をはじめる描写があるほか、お茶を入れたりするのも好き。
これ以外のモブヘムルとして、家具を回収する大きなヘムル（『小さなトロールと大きな洪水』）、丸い国の王様の家来たちや楽団のヘムル（『ムーミンパパの思い出』）、スナフキンのいたずらで電気人間にされた公園番とそのおかみさん、貸しボート屋の少し年取ったヘムル、楽団として集まってくれたヘムルの有志達（『ムーミン谷の夏まつり』）、スナフキンからうぐい5匹で竜を捨てに行くことを頼まれた若いヘムル（「世界でいちばんさいごのりゅう」）、遊園地の経営者やお客のヘムル（「しずかなのがすきなヘムレンさん」）、クリスマスの準備に忙しいヘムルたち（「もみの木」冬眠中のムーミン一家をたたき起こした男と、クリスマスの支度をしていたおばさんの2名）などが登場する。
ヘムル署長（典: Hemulen、芬: Hemuli）
声 - 北村弘一 / 土師孝也 / - / - / -
ムーミン谷の警察署長。コミックス版に登場するキャラで、小説では『ムーミン谷の夏まつり』に警官のヘムルが登場しているが容姿はやや異なる（平成アニメ版ではこの個体も「署長」だが別人）。アニメ『ムーミン』の署長は、どちらかというとムーミンコミックスの署長の手下の巡査に似ていて、口ひげをはやして人のような姿をしている。村の人々から頼りにされてないと落ちこみ涙する場面もあった。思い悩んだ末にひっそりと気付かれないように村を立ち去ろうとさえ考えたこともあった。アニメ『楽しいムーミン一家』の署長は、原作に忠実なヘムルの姿で性格は朗らかであり、よく鼻歌を歌ったりしている。昼夜問わず谷をきちんと巡回するなど職務に忠実だが、騒動に巻き込まれることもあり少し頼りない。1972年版ではのんだくれで、酒食らいでだらしがない一面も見せた。ミムラ姉さんがガールフレンドである。（1972年版ではそのような描写はない）帽子をとると、ヘムレンさん（彗星・たのしい）のように頭髪がありてっぺんは禿げている。原作のコミックスでは、バラの栽培を好みパイプをくわえている。
甥にクラース（『署長さんの甥っ子（The Inspector's Nephew）』 登場）という不良青年がおり、怠け者で酒の密造やトランプ賭博に手を出す問題児だったが、なまじ警官としてやる気を出した際に意味のない理由でムーミン谷の住人を片っ端から逮捕するようになり、困った署長から架空の事件（火薬密輸）の取り調べをしているうちにタバコの密輸を本当に発見するが、この密輸タバコに手を出したことで元の怠け者に戻ってしまう。
ジャコウネズミ（典: Bisamråttan、芬: Piisamirotta）
声 - 八奈見乗児 / 石井敏郎、山内雅人 / - / - / 金光宣明
原作、アニメーション『ムーミン』『楽しいムーミン一家 ムーミン谷の彗星』に登場。なお実在する哺乳類のジャコウネズミ（トガリネズミ目）に比べるとかなり毛深いが、これはかつてジャコウネズミと訳されていたマスクラット（Muskrat）（ネズミ目）の方がモデルであるため。
（スウェーデン語ではBisamråttanはネズミ目のジャコウネズミ（マスクラット）のことで、トガリネズミ目のジャコウネズミは北欧に生息せず、学名でSuncus murinusと呼ばれている）。
自称哲学博士で、哲学書を好む。『ムーミン』では「無駄じゃ無駄じゃ、まったく無駄じゃよ」などと言い、必要な物のことなどでヘムレンさんと言い合ったりしていた。いつも読んでいる本は『すべてがむだであることについて』。後に飛行おにの手によって『すべてが役に立つことについて』にかえられてしまった。ムーミンパパが川に橋を架ける時にジャコウネズミの家を壊し、その時は怒らなかったものの増水で残った部位が壊滅したので、一時ムーミン一家と同居していた。
『ムーミン』では茶色い毛並で白衣を着ており、原作、『楽しいムーミン一家』では抹茶色の毛並で裸である。
トゥーティッキ（おしゃまさん　典: Too-ticki、芬: Tuutikki）
声 - 山本嘉子/土井美加/ - /折笠富美子/ 山藤桃子
小説では『ムーミン谷の冬』『ムーミン谷の仲間たち』（姿の見えなくなった女の子‘ニンニ’を連れてくる）に登場する。赤と白の横じまセーターを着た、落ち着いた性格の女性で、種族は不明。1972年版のアニメ『ムーミン』では、第3話‘今日は（こんにちは）おしゃまさん’で初登場をし、ジャコウネズミに勝手に弟子入りをして、木の上からスノークのかつらを吊り上げようとしたり、手回しオルガンをやたらに演奏していたりと原作と異なり一時迷惑がられたこともあった。不思議な性格で何を考えているのかよく分からない性格で謎の部分も多く、本人に悪気はない。こちらでも、水浴び小屋に勝手に住んでおり、ムーミンたちを招いた。解説書には男の子と誤植されていた。
アニメ『楽しいムーミン一家』ではあまり頻繁には登場しないが、原作の『ムーミン谷の仲間たち』と同じく透明人間になってしまった少女‘ニンニ’をムーミン家へ預けに来たのが初出。ムーミン一家の水浴び小屋に（無断で）冬の間だけ住んでいる。冬眠中に目を覚ましたムーミンに知られ謝罪している。スケート靴を履き凍った海の上を上手に滑ることができる。翌年の冬もムーミン家から薪を無断で持ち出し、冬の生物たちの祭りを手伝っている（「自分達のお祭りだから、当然返している」とムーミン達の冬眠明けより前に返却していることを告げ、ムーミンに謝罪している）。モデルは作者の私生活でのパートナーだったトゥーリッキ・ピエティラ（Prof Tuulikki Pietilä）教授。
ニンニ
声 - 松尾佳子/冨永みーな/- / - / 福緒唯
一緒に住んでいる意地悪なおばさんに嫌味を言われ続け、萎縮してすっかり自信をなくした影響で、姿が見えない透明人間になってしまった少女。声も出せず、着ている服や履いている靴も見えなくなっている。
1969年版のアニメーション27話－顔をなくしたニンニから製作を開始した、虫プロダクションでは、原作や、アニメ「楽しいムーミン一家」と異なり、ヘムレンさんの家から、パパが雨の日に連れて来て、見えないニンニに傘を差してあげているパパに、ムーミンが「何故そんな処へ差しているの?」と聞く場面があった。
アニメ「楽しいムーミン一家」では、原作と同じくトゥーティッキがムーミン家に連れて来る。おばさんから首元に小さな鈴を着けられ、ムーミン達はそれが鳴る音でしか反応が分からない状態。しかしムーミンママ秘伝の薬と、ムーミン一家達からの愛情により次第に見えるようになってゆく。
「自由が丘カウンセリングオフィス」のカウンセラーで臨床心理士の山内志保がツイッターで採り上げて話題になった（4万9千「いいね」）。
フィリフヨンカ（典: Filifjonkan、芬: Vilijonkka）
声 - -/島本須美・丸山真奈実/- / - / 久嶋志帆
キツネとタヌキの中間のような顔で、体つきはほっそりした人のような生き物。個人名ではなく種族名で、絵本『さびしがりやのクニット』では大人が4人同時に登場している場面がある。
初出は小説版ではなく絵本『それからどうなるの？』（1952年）で、ここではヘムレンさんの掃除機を壊して脱走したムーミンとミムラ姉さんとミィが窓から逃げた際に下敷きにされるという災難な役回りだった。
どの個体も基本的に掃除好きという設定になっていることが多く、ヘムル族同様に几帳面で義務感が強い個体が多いが、あちらとは逆に神経質で気が弱い。
小説版で実際に登場したフィリフヨンカの大人は以下の4人。
『ムーミン谷の夏まつり』のフィリフヨンカ
毎年夏に義務感でおじ夫婦（フィリフヨンクとエンマ、血縁のあるフィリフヨンクは既に死亡しエンマは彼女をよく思っていないから意図的に無視していたのだが彼女はそれを知らない）をパーティに招くが無視されていた。本編では偶然来たムーミンたちと出会い、楽しくないならやらなくてもいいだろうと諭され、吹っ切れて公園に3人で出かけたところ立札破壊の犯人に間違われ警官のヘムルに逮捕されるもムーミンたちが牢屋番の娘を言いくるめて逃がしてもらえる。最終的にエンマと再会して和解し森の子供たちのうち劇場に残らなかったものを世話するようになった。
間違いなく独身の個体でスノークのお嬢さんに言われて恋人を見つけられる花占いをする場面がある。
平成アニメ版ではフィリフヨンカに多い赤服ととんがり帽子ではなく、緑のワンピースを着て帽子なしの姿になっている。
『ムーミン谷の冬』のフィリフヨンカ
この個体は描写が少なく詳細不明。劇中では「冬の貯蔵食料を誰かに食べられてしまい、隣の谷からやってきた」と話しており、このことから『週刊ムーミンハウスをつくる』では「（隣の谷に住み）ムーミン一家と知り合いという設定の『十一月』のフィリフヨンカと同一人物の可能性もある」という説が挙げられている。
「この世のおわりにおびえるフィリフヨンカ」のフィリフヨンカ
（フィリフヨンカはこの個体に限らないが）一族の伝統を重んじる性格で、無関係な気に入らない家（家具なし）を祖母が昔住んでいた家と間違えてヘムルから借りてしまった。親類の形見や伝統を重んじすぎた結果、いつも何かにおびえていてガフサ夫人からはあきれられていたが、最終的に嵐で家の窓が割れた際に逃げ出した際に外の方が安心できることに気が付き、朝までそこにいたところ竜巻の直撃で家は家具ごと全部吹き飛ばされ、本人は助かる。その後逆に自分の重荷がなくなったことで吹っ切れて浜辺で笑いだした。
『ムーミン谷の十一月』のフィリフヨンカ
ムーミン谷の隣の谷で一人暮らしをするフィリフヨンカ。掃除が大好きだったのだがある日掃除中に外壁から転落しそうになったことで掃除がトラウマになり、気を紛らわせるために明るく陽気なムーミン一家に会いに行くがおらず、ほかの皆とともにそこに泊まりながら帰りを待った。
一度はヘムレンさんとも口論になり料理もできなくなったが、料理はスナフキンの方便で、掃除の方ものちに彼のハーモニカの音色で心がなごみできるようになる。
彼女たち以外にセリフのみのも入れると『ムーミン谷の夏まつり』のフィリフヨンクと「しずかなのがすきなヘムレンさん」にフィリフヨンカ夫人が登場しており、故人のフィリフヨンク以外全て女性であるが、子供は「しずかなのがすきなヘムレンさん」には息子と明記された個体が登場している（ただし挿絵にはそれらしい者はいない）。
小説版では一人暮らしの個体の方が多いが、コミックス版では3人の息子を持つ母親（フィリフヨンカ夫人）がセミレギュラーの隣人として登場している（これ以外に『彗星がふってくる日（Moomin and the Comet）』で子連れでない個体が避難している描写がある）。
アニメ『楽しいムーミン一家』ではコミックス版の設定がベースの個体（上記の島本須美はこの個体の声優）がセミレギュラー登場（第14話～）しており‘フィヨンカ夫人’とされ、コミックスと同じく3人の子供がいる。子供は末っ子（女児のように描かれており、言葉も女言葉を話している）を除き男の子のようである。『ムーミン谷の夏祭り』にあたる部分（第28話から第30話）には別の個体が‘フィリフヨンカ’という名前で出ており、声は丸山真奈実が担当。デザインも原作小説の挿絵と同じように顔つきが少し違っている。海辺の小さな家に独りで住んでおり、唯一の親戚であるエンマが夏祭りのパーティに来ないために悲しんで泣いていた。
『ムーミンパパの思い出』に当たるエピソードでは孤児院の経営者がフィリフヨンカになっており、（パパ曰く「フィヨンカ夫人そっくり」で、声優もフィヨンカ夫人と同じ島本須美）「院長」と呼ばれていた。
エンマ（典: Emma）
声 - - /藤夏子/- / - / 小林優子
ねずみ顔の眼鏡の老婆。劇中で「劇場ねずみ」と明言しているが、外見や性格などがフィリフヨンカとほぼ同一であるため『週刊ムーミンハウスをつくる 47』や『ムーミンキャラクター図鑑』などでは「劇場ねずみ」というのは種族名ではなく、彼女もフィリフヨンカ族ではないかとしている。
劇場で20年以上も清掃を担当している。劇場の物を粗末に扱うと激怒する。元夫は舞台監督のフィリフヨンク。原作小説『ムーミン谷の夏祭り』で夏祭りで呼んでも来ない親戚を待ち、悲しんでいるフィリフヨンカのおばで、夫のフィリフヨンクは既に死亡しており、未亡人になったおばのエンマは姪のフィリフヨンカから招待状が来ても招きに応じないばかりか返事も出さなかったために、このフィリフヨンカはおじの死を知らずに毎年悲しんでいたのでいた。
アニメ「楽しいムーミン一家」では、「劇場ねずみ」という説明はなく劇場の清掃係。俳優に憧れがあり、一生に一度は舞台に立ってみたいと思っていたと発言している。
ガフサ（典: Gafsan、芬: Kampsu）
声 - - /中沢みどり/-
初登場は絵本『それからどうなるの？』の小川の辺で釣りをしている場面だが、言及のみでは『たのしいムーミン一家』でスナフキンが飛行おにの話を聞いた相手として挙げる「かささぎ」が原語では彼女のことであった。
『それからどうなるの？』では魚が逃げるとうなり声をあげてムーミンたちを脅し、ミムラ姉さんによると「かみついてくる」という物騒な人として登場だが、これ以外では基本的に貴婦人キャラで「この世のおわりにおびえるフィリフヨンカ」「スニフとセドリックのこと」（言及のみ）、『ムーミン谷の十一月』（言及のみ、表記は「ガフサン」）、『ムーミン・コミックス』に登場。鼻がとがった人のような外見。同一人物かは不明だがフィリフヨンカの友人（「この世のおわりにおびえるフィリフヨンカ」）でムーミン一家とも知り合いの描写がある（「もみの木」、『ムーミン谷の十一月』）。
「スニフとセドリックのこと」では娘がいる描写があるが、娘も言及のみ。
アニメーション『楽しいムーミン一家』第36話と第39話（クレジットなし）、『楽しいムーミン一家（冒険日記）』第5話（通算83話）に登場。
スティンキー（英: Stinky）
声 - 大塚周夫/丸山裕子、越後屋コースケ『ムーミンパパの思い出』/-/木村昴
コミックスとアニメーションで大活躍し小説には登場しない。毛むくじゃらの球体に目鼻口をつけて触角・手足を生やしたような外見のトラブルメーカーである。平気で嘘をついたり騙したり窃盗する等、ムーミン谷では稀有な存在。1969年版、1972年版のアニメ『ムーミン』では「ビュトン、ビュトン、ビュトン…」という声を発しながらジャンプして移動する。静かにしろと言われても、つい「ビュト…、ビュト…」などの声を上げていた。スティンキーが足を骨折してしまったときがあり、ミイに看病してくれたことから、ミイに嫌がらながらも（ミイねえさん）などと言いながらミイにつきまとう話がある。アニメ『楽しいムーミン一家』では「ビュトン…」などの声は上げずチョコチョコと走りまわっている。1日で普通の人の1週間分食べる。名前は臭うという意味の英語stinkから採られており、たとえ生ゴミでもなんでも食べるので非常に臭い（ほかにも花や木の枝、土や魚、さらに虫まで食べる）。『コミックス』の初期には、臭いを表す湯気のようなものが描かれていた。またトラブルメーカーの通り、怪しいカネ儲けをしたり、泥棒をして逮捕され警察の留置場に入れられたりしたこともある。『コミックス』やアニメ『楽しいムーミン一家』では何回も逮捕されているので警察署長とは馴れ合いで、色々な食べ物やお菓子などを要求し差し入れをさせたりしている。その代りに偉い警察官の視察の時には、署長から食べ物を貰ってその代わりに留置場に入るなどの取引を行うなどの不正も行っていた。一度、ムーミンと入れ替わって悪さをしたこともある。
『ムーミン』ではやや整った外見をしており、根っからの悪人ではないという設定で、毎回神出鬼没に表れる。一人称は原作、『楽しいムーミン一家』では「俺」、『ムーミン』では「あっし」「小生」「吾輩」などで語尾に「…ガンス」を付けて話す。1972年版では（〜でゲス。）などと話す。
※「カラーテレビ版ムーミンまんが絵ばなし」の表現によると、「ビトン、…」ではなく、「ビュトン、ビュトン、ビュトン……」と表現されていた。
写真絵本『ムーミンやしきのひみつのにおい』にも登場するが、コミックス版とはやや設定が異なり「パパの昔の悪友」として久しぶりに会ったことになっている。

### その他の登場生物
トフスランとビフスラン（典: Tofslan、Vifslan、芬: Tiuhti、Viuhti）
トフス / トフスラン
声 - 貴家堂子/田の中勇/- / - / 越後屋コースケ
ビフス / ビフスラン
声 - 三輪勝恵・松金よね子（1972年版の第52話のみ）/井上瑤/- / - / 猪瀬光博
小説（『たのしいムーミン一家』）、漫画（『ムーミントロールと地球の終わり』）、絵本（『ムーミン谷へのふしぎな旅』）、アニメーション『ムーミン』（以下、昭和版）・『楽しいムーミン一家』（以下、平成版）共に登場するが作品ごとに設定が微妙に違い、共通するのは「妙なしゃべり方をするコンビ」という点。名前の表記も原作小説と平成アニメ版では「トフスランとビフスラン」だが、昭和アニメ版は「トフスとビフス」、絵本版は「トフスラとビフスラ」と訳されている。
初登場は『ムーミン谷の彗星』のリメイク漫画版になる『ムーミントロールと地球の終わり』で瓶に閉じ込められたのを救出してもらい、以後ムーミン達に同行する。
この２人は、トーベと、トーベの同性パートナーであったヴィヴィカ・バンドレルをモデルにしている。スウェーデン語では女性名を-anで終る形にして愛称とすることがあり、トーベがヴィヴィカに宛てた手紙の中で、自らを「トフスラン」、ヴィヴィカを「ビフスラン」と書いている。
昭和40年に日本で初めて英語版から訳出された『たのしいムーミン一家』（山室静訳）では、第6章で初登場時に「シングミイとボブの夫婦」と呼ばれていたが双方の性別は不明。原則帽子をかぶっているのがトフスラン（赤帽子青服）、ないのがビフスラン（赤服）だが『ムーミン谷へのふしぎな旅』では二人ともかぶっていない（服の色も両方黄色）。アニメ版では昭和版では両方女性声優だが性別不詳でビフスの方が帽子をかぶっている。平成版ではトフスランが男性声優にされていた。
変な言葉をしゃべる。自分達の好きなものは勝手に自分達の物にしてしまう性格（悪いことということが理解できていないので、注意されても、そのことが理解できない。そのために同じことを繰り返し行うことがしばしばある）で、アニメ『ムーミン』ではムーミン屋敷に一家が留守の間勝手に住みつき自分たちの家と言い張りムーミン達をお客様扱いし、スプーンを谷じゅうから集めてしまっていた。原作やアニメ『楽しいムーミン一家』ではモランが持っていた「ルビーの王様」やムーミンママの大切なハンドバッグを勝手に自分達の物（上記の通り、悪いことということが理解できていない）にしていたが、欲深いわけではなく優しくしてくれた皆にはお返ししてあげようとしてルビーの王様を披露する（まずはスナフキンが何も言わず旅立ってしまったためしょげていたムーミントロールを慰めようと、内密に見せてやった）。
飛行おに / 飛行鬼（典: Trollkarlen、芬: Taikuri）
声 - 永井一郎→神山卓三（1972年版45話以降）/玄田哲章/ - / - /宇垣秀成
シルクハット、黒マントに燕尾服（次第につなぎのようなスタイル）を着用している不思議な魔術師。空飛ぶ黒豹にまたがって世界中を飛び回り珍しい宝石を探している。自身自体で空を飛ぶような描写はない。巨大な宝石「ルビーの王様」を探して月まで行った。トフスランとビフスランがモランから盗み出したルビーの王様を欲しがっている。自身の能力は「自分の姿を変えること」と「他人の望みを叶えられる」。以降、ムーミン達の相談に協力している。アニメーション「楽しいムーミン一家」では優しいオニとして描写され、凧から落ちたミイを救ったり、扱いに困った魔法のランプを処理する等ムーミン達を助ける場面がある。ムーミンから宝石「エメラルドの女王」を譲って貰った礼として、ヘムレンが育てていた貴重な花たちを復元し、魔女クラリッサよりも強大な力を持っていることを示した。オリジナルのスウェーデン語ではトロールカルルと読み、魔術師や魔道士を意味する名前だが、日本名の飛行おには英語名のHobgoblinから取られている。
めそめそ（典: Ynk、芬: Surku）
声 - 千々松幸子/TARAKO/-
帽子をかぶりぼろきれをまとったスニフに似たイヌ。絵本などでは「メソメソ」とカタカナ表記で訳されることもある。
原作では小説『ムーミン谷の冬』と絵本『ムーミン谷へのふしぎな旅』に登場。『ムーミン』では5話から登場し、言葉は喋らず吠えるだけだが、原作と『楽しいムーミン一家』では言葉を喋るが四つ足で歩く。臆病で強い狼に憧れているが実際に会ってみると相手はこっちを獲物としか見ておらず食い殺されかけたときにヘムレンさん（『冬』）が来て撃退してくれ、以後めそめそは彼についていくことにして一緒におさびし山に旅立つ。
原語のYnk（インク）は「哀れ、ちっぽけな」を意味する「Ynklig」が語源とされ、英語名はSorry-oo、日本語の「めそめそ」は山室静による意訳。
ホムサ（典: Homsan、芬: homssu）
小さな人のような外観（ただし『夏まつり』の個体に尻尾が確認できる）の生き物の種族名で、作品中で異なる個体が何匹か登場する。種族共通の傾向として、想像力に富み、思い込みが激しい。このため、想像したことと現実の区別ができなくなってしまうこともある。また「しずかなのがすきなヘムレンさん」に脇役で出てくる個体の発言によると冬は冬眠する。
ある程度物語にかかわるホムサ達
『ムーミン谷の夏まつり』のホムサ
この個体は「想像力」より探求心の方が強めで、他の2体に比べると想像と現実の区別があやふやなわけでもなく（一応、悲鳴を聞いて敵と思い無人のカーテンに切りかかる描写はある）、最初は劇場の作り物の道具を見下すような描写もあったが、皆で劇を演じているうちに考えが変わり劇場に残って監督をするようになる。
平成アニメ版での『ムーミン谷の夏まつり』原作のエピソードにはミーサやミムラ姉さんともども出てこない。
「ぞっとする話」のホムサ（兄きのホムサ）
同話の主人公。家族（両親と弟が登場、「末から2番目」という表現から兄か姉もいる模様）とともに住む普通の少年だが、想像力がたくましすぎ遊んでいるうちに「弟が泥へびに食われた」などと言い出す（この時弟は普通に庭で遊んでいた）ので親に怒られおやつ抜きの刑にされる。その後嘘をついたという自覚がないので怒って家出するが、偶然立ち寄ったミィのおばあちゃんの家でミィから「人に寄生する生きたキノコ」のホラ話を聞かされ、本気にしてビビッて恥をかいたことで「作り話で人を心配させるのは悪いこと」と学び少し成長する。
『ムーミン谷の十一月』のホムサ=トフト
ひとりぼっちでヘムレンさんのヨットの船底に住んでいた少年。ムーミン一家（特にママ）にあこがれ彼らに会いに行く話を紡いで自分に聞かせるが、実際に会ったことがないせいか空想世界でも彼らには会えていない。初めて訪ねたムーミン屋敷は留守で他の連中とともに待つ間一緒に暮らして他の人々から可愛がられるが、暇つぶしにムーミン家にあった学術書を読んでいるうちに不思議なちびちび虫（貨幣石）の記述に自分を重ねて興味を示し、想像の中でその虫を巨大化させていく。しかしこの虫が最終的に大きくなりすぎて一人でうまくやっていけなくなったのを知るとありのままでよいと小さく戻して消してしまい、その後来客たちがムーミン一家に会うことなく1人また1人と去っていく中、最後まで残りムーミン一家を1人で迎える役目を担うが、あまりにも長く待たされていつまでも会えないことで現実と空想の区別もつかないほどに苦しみ、ミムラねえさんから「ムーミンママが怒ったときに行く場所（地の文によるとこれは「ミムラねえさんの嘘」で「ムーミンママは決して怒ったりしない」だそうである）」教わった「怒りの森（裏山の暗い森）」に飛び込み彷徨っているうちに妄想が薄れて気持ちが落ち着き、それまでの想像の中に会った理想化したママとは別のママが浮かび、彼女にやさしくしてやりたいという気持ちが芽生え、また一家の帰還を待てるようになり、海の方を見ているうちに帰還するムーミン一家の船を見つけ桟橋に向かう。
トーベが次弟の写真家ペル･ウーロフの写真に文章を付け足した写真絵本の『ムーミンやしきはひみつのにおい』にも登場。屋根裏部屋で本を読んでいたところサロンで物が壊れる音を耳にして駆け込み、出くわしたムーミンママから玄関ポーチの鐘を鳴らすように頼まれる。『ムーミン谷へのふしぎな旅』にも終盤皆がスザンナを迎えたシーンでそれらしい子供がモブで出てくるが（さびしがりやの）クニットの可能性もある。
アニメ『楽しいムーミン一家』の第25・26話でもトフトという少年が登場するが設定は異なる（楽しいムーミン一家のゲストキャラクター参照）。
上記の主要登場人物のホムサはいずれも子供のような外見をしているが、これは本当に成長途中なだけのようで「ぞっとする話」に出てくる大人のホムサ（主人公のホムサの両親）は大人らしい外見をしている。
フレドリクソン（典: Fredrikson）
声 - 槐柳二/納谷六朗、原田晃「ムーミンパパの思い出」/-
ムーミンパパが子供の頃に知り合った人物。ロッドユールを甥と言っているので字義通りならスニフの大おじ。ねずみ髭を生やしたヒトのような容姿だが尻尾があったり毛の生えた大きな耳（髪の毛にも見えるが本編中でヘムレンが「耳の大きいの」と彼を呼び掛けているのでここが耳らしい）をもっている。
発明家で、「海のオーケストラ号」の製作者。オーケストラ号は初めは外輪船のような形状だったが、後に航空機タイプに改造された。小説の「ムーミンパパの思い出」のエピローグで、ヨクサル、ミムラ夫人、ミムラ姉さん、34人のミムラの子供、ミィ、ロッドユール、ソースユールとともに劇的に登場する。アニメーション版の「ムーミンパパの思い出」では、同名の分が1話と違う題名で数話作られているが、これら人物はラストの話題での登場はない。アニメーション『ムーミン』では9話に登場。
ロッドユール（典: Rådd-djuret芬: Hosuli英: Muddler）
声 - 中尾隆聖
ムーミンパパが子供の頃に知り合った人物。フレドリクソンの甥で両親は「大そうじのときいなくなった」とのこと。当初は青いコーヒーの空き缶に住んでいたが赤いペンキで塗装したところ乾かなくなり、居住不能になったのでフレドリクソンの製作した「海のオーケストラ号」に乗り組むことになる。
「スニフのパパ」と明記されているが顔の構造が全く異なり、キツネやネズミのような顔で吻があるスニフと違い、頭に鍋をかぶった獣耳にネズミ髭を生やした人のような容姿をしているが、アニメ版ではムーミンパパが「スニフそっくり」と発言している。ただし性格はスニフと同じく臆病である。ソースユール（典: Sås-djur）と趣味が似ており、すぐに意気投合をし結婚式を挙げ、スニフをもうける。慌てると料理をこぼす。ニブリングという生き物と口うるさいヘムルを結婚式に招待したりしたこともある。
名前の「Rådd」はスウェーデン語で「混乱」という意味、なおスニフも『ムーミントロールと地球の終わり』ではロッドユールと呼ばれている。
コミック版『イチジク茂みのへっぽこ博士（Fuddler's Courtship）』にスニフと別の息子のクロットユール（Klått-djuret、外見は父とほぼ同じ、フィンランド語ではこちらも「Hosuli」と呼ばれる）が登場）が登場。クロットユールは最初ミムラに恋するが内気で告白できず、この回に登場したシュリュンケル博士とムーミン達は協力するが結局この恋は実らず、コレクターの趣味が合うスクルッタの女性と一緒になり、コーヒー缶（さびて住めなくなる）→ムーミン家の薪小屋（台所共用をスクルッタが嫌がり独立）→ムーミンが建ててくれた家と住居を変え、日本未翻訳の『Fuddler and Married Life（仮邦題 ボタンと新婚生活）』では一時喧嘩別れしそうになるが共用のコレクションを分けられず、さらに赤ん坊を見つけコウノトリが赤ちゃんを連れてきてくれた（実はミムラ母が置き忘れた子供）と喜び二人で仲良く暮らす。
これ以外にコミック版では『おかしなお客さん（Moomin Winter）』で同族（親戚ではない）らしい外見のグリムラルン（典: Grymlarn芬: Herra Nurina）という人物が登場するが、他のロッドユール族と違って嫌味で厚かましい態度をとる人物。しかし外見に似合わず実はレース編みが趣味ということがクリップダックスによってばれると打ち解け、双方機嫌を直した。
ソースユール
スニフの母で外見はスニフに良く似ている。ムーミンパパが存在を忘れており、『ムーミンパパの思い出』でロッドユールが婚約した話で唐突に登場するため、なぜ夫のロッドユールと知り合ったのかは不明。
ママミムラ（ミムラ夫人）芬: Mymmeli（vanhempi）
声 - - /小宮和枝 / - / - / 石丸有里子
ミィ達の母親で娘たち同様に玉ねぎのような髷を結っているが、かなり大柄で丸々した体型をしている。原作では小説版と漫画版で若干顔が異なり、小説挿絵では先端が球状の触角が生えていたが、漫画版ではこれがない（鼻の色も異なるがこれはほかのミムラもそう）。アニメ版は後述。なお、原作では「夫人・娘」という呼び分けは基本的にされておらず、娘ともども「ミムラ」と呼ばれている）。
小説『ムーミンパパの思い出』では丸い丘の国の粗末な家に住んでおり、夫はいないが子供が35人以上いる子だくさんの女性。ミィ、ミムラ姉さんの母でスナフキンの母も彼女だとされる。
漫画『Moomin Builds a House（邦題：ムーミン家をたてる（福武書店版）/家をたてよう（筑摩書房版））』ではミムラ姉さんに会いにムーミン家に17人以上の子供を連れてきて訪ねてくるが、本人に悪意はないもののいたずら好きな子供たち（ミィ含む）が家を乗っ取ってしまう。その後、子供たちを連れて一度は実家に帰ったものの実家が火事で焼けてしまい、このときのごたごたから逃れようとしたムーミンの建てた家に引っ越すというオチになっていた。なお、ミムラ姉さんが家を出て行ったあと、さらに子供を産んでいたが夫は未登場。
アニメ『楽しいムーミン一家』では漫画版原作の45話と小説版原作の63・68話に出てくるが、容姿がそれぞれのバージョン準拠になっている（後者では触角がある）。また、45話ではオチがやや違い、最終的に子供たちがムーミンの建てた別の家が気に入りそっちを乗っ取るものになっていた。
子供たち以外の親族では小説『ムーミン谷の仲間たち』には「ミィの祖母」が登場するが彼女の母か夫の母かは不明（ナレーションで彼女の家が「ミムラの家」と呼ばれているのでミムラ族なのは確か）。ほかに「スナフキンの母親のおば」も出てきている。
ヨクサル（典: Joxaren、芬: Juksu）
声 - 子安武人
ムーミンパパが子供の頃に知り合った人物。フレドリクソンの製作した「海のオーケストラ号」に乗り組むことになる。しおれた花を帽子に挿している。
なまけもので働くのが嫌い（ついでに体も洗わない）だが禁止事項などを知るとそれを破りたくなる性癖の持ち主。ムーミンパパ曰く「スナフキンそっくり」で、声や外見、性格などすべて似ている。一同とともに旅をするうちに丸い丘の国でミムラ一家と遭遇し、彼女たちと仲良くなる。名前の由来はスウェーデン系フィンランド人の方言である「悪戯をする、ふざける」という意味の‘Joksata’に由来するそうである。
ご先祖さま
声 - 北村弘一（1969年版）、槐柳二（1972年版）/ - - /- - / - - / ？
ムーミンの先祖は多数存在しており、声優表記があるのはアニメ版に登場する（原作では『ムーミン谷の冬』に登場する）毛むくじゃらの個体。
この個体はムーミントロールの千年前ほどの姿で、毛むくじゃらのムーミンのような姿である。冬の間、ムーミン家所有の水浴び小屋にある戸棚にいたが、ムーミントロールに戸棚を開けられ、広間のシャンデリアに移住。暖かくなると暖炉の裏へ引っ越した。その後本人は出ないものの『ムーミン谷の十一月』で彼について言及され肖像画が家に飾られている描写があるほか、写真絵本の『ムーミンやしきはふしぎなにおい』では屋敷の一大事にストーブの後ろから堂々とみんなの前に姿を見せてくる。
1969年版の「悪魔のハートをねらえ」で、ムーミン谷の気候を悪魔が変えてしまい、引っ越さねばならないという時に登場。1972年版でも先祖の競争の時に登場している。『楽しいムーミン一家』ではセリフがなく、絵だけの登場。
これ以外に原作では『ムーミン谷の冬』内でムーミンが見ているアルバムの写真に出てくるムーミン一家に似ている5or4名（向かって一番右端の個体は前髪があるのでスノークの可能性もあり）の先祖と、コミックスの「おさびし山のご先祖さま」の話に出てくるムーミンに似ているがやや細くて鼻が長いご先祖様3名が登場。前者は詳細不明、後者はミイラの姿で見つかった後復活するが、のちに実は難破船荒らしの常習犯であったことが判明し、実際にかがり火による偽の灯台で船を難破させる悪行を行うが、次のその船の積み荷の花火でかがり火をやろうとして爆死・昇天する。
アリジゴク
声 - 立壁和也/西村知道/- -
「アリジゴク」と訳されているが、昆虫のアリジゴクと異なり、ライオンのような外見をしており大きさもムーミンママ程度。浜辺を縄張りにしており侵入者には砂をかけて掘った穴に引きずり込む。原作、アニメ、小説にすべて登場する。スノークのお嬢さん（フローレン）を襲おうとしたため、ムーミンとスナフキンによって飛行おにの帽子の中に入れられハリネズミに姿を変えられてしまった。『ムーミン』で登場した個体は、スティンキーに似た外見をしている。
アリサ
声 - - /玉川砂記子/-
アニメ『楽しいムーミン一家』のオリジナルキャラクター。第35話から登場。
ムーミン谷の外れにある森の一軒家で祖母クラリッサと共に暮らす、修行中の魔女見習いの少女。作中では「速く走る」「水の上を歩く」「不死鳥とテレパシーで意思を通わせる」など十分な素質を示している。
ムーミン達とは非常に仲が良く、ムーミン谷へ行って遊びたいと常々考えているが中々許してくれない祖母クラリッサの考えに疑問を持っている。祖母がムーミン一家を勝手に眠らせた際には、怒りを示しながら詰め寄っている。
クラリッサ
声 - - /京田尚子/-
アニメ『楽しいムーミン一家』のオリジナルキャラクター。第35話から登場。
森に住む、かなり魔法の力が強い老婆の魔女。ほうきで空を飛ぶ他、呪文を用いて様々な術を使うことができる。孫のアリサが心優しいムーミン達と交流を持つことを快く思わず、接触させまいと思案するあまり第38話ではムーミン一家を魔法で眠らせてしまった。
第77話では、自分が魔女であることに強い誇りを持つ故に気球に乗って訪れたラッキと口論し、どちらがが速く飛べるか実際に勝負した。スノークの空飛ぶ船に対しても「おもちゃ」と軽んじていたが、実際に飛び上がった瞬間を目撃した際は「ありゃ大変な乗り物だね」と正直に認めている。
飛行おにを呼ぶことはできるが、魔法力において飛行おによりも劣っている。何度か自分の乗るほうきから落ちて負傷している。

### ムーミンのゲストキャラクター
1969年版に登場したキャラクター
悪魔
声 - 愛川欽也
第2話登場。
ガオガオ
声 - 三輪勝恵
第7話登場。
ノーブル
声 - 川久保潔
第8話登場。
グノース
声 - 不明
第16話登場。
スニフの祖母
声 - 沼波輝枝

ラグーナ
声 - 平井道子
第26話登場。
オクターブ
声 - 立壁和也
第26話登場。
レナード
声 - 大塚周夫
第48話登場。
アンドリー
声 - 瀬能礼子
第49話登場。
スノーク家の先祖
声 - 不明
第58話登場。
アブダーラ
声 - 大木民夫
第59話登場。
カゲミーロ
声 - 大塚周夫
第64話登場。
1972年版に登場したキャラクター
バク
声 - 近石真介
第1話登場。
ホルトデル
声 - 山本圭子
第11話登場。
ハヤリーノ
声 - 不明
第21話登場。
ピーチャム
声 - 森功至
第22話登場。
生命の精
声 - 平井道子
第25話登場。
おばけ
声 - 山田康雄
第30話登場。
老人
声 - 大木民夫
第39話登場。お面を売っていた老人。
女王
声 - 瀬能礼子
第39話登場。
トニオ
声 - 野沢雅子
第44話登場。
監督
声 - 槐柳二
第44話登場。
選手
声 - 矢田耕司、山下啓介、山田俊司
第44話登場。
水の精
声 - 増山江威子
第46話登場。
王様
声 - 中江真司
第47話登場。
妃
声 - 瀬能礼子
第47話登場。

### 楽しいムーミン一家のゲストキャラクター
郵便配達
声 - 佐藤政道
第6話から登場。ムーミン谷へ手紙を配達してくれる髭を生やした男性。ミイの掘った落とし穴へ落下した後に「もう3回も落ちてる」と発言している。
バッド船長
声 - 青野武
第12話に登場。ムーミン谷の近海で沈没した海賊船に乗り組んでいた大柄な男。スノークの工場でフローレンを人質に立て籠もり、手下の釈放と新しい船を要求する。実際は気弱な部分もあり頭も良くなかったため、ムーミンの演技を見て簡単に騙されてしまう。
火星人の子供
声 - TARAKO
第16話に登場。
トラ（夫）
声 - 立木文彦
第19、20話に登場。スティンキーの助けで動物園を脱走し、ムーミン谷に来る。妻の事は「ハニー」と呼ぶ。スティンキーにけしかけられムーミンを食べようと狙うも、野生のカンは鈍っており簡単にムーミンパパ作の罠にはまってしまう。
トラ（妻）
声 - 中沢みどり
第19、20話に登場。夫の事は「ダーリン」と呼ぶ。
大蛇
声 - 平井隆博
第19、20話に登場。
ラッキ
声 - 大林隆介
第23話から登場。その姿からヘムル族であると思われる。
原作小説『ムーミン谷の冬』に登場するスキー好きのヘムレンさんがベースになっているキャラクターで、ムーミン村に時折やってくる帽子をかぶった客人。ホルンを吹き鳴らしながら現れる。「自分を鍛える」という理由で一年中寒い場所を選びながら生活し、真冬の川で水浴びしたり雪を身体に擦り付けたりする。ムーミンママの作った木苺ジャムを大変気に入り、在庫分まで食べ尽くしてしまった。めそめそを連れて春の訪れと共に旅立つ。
第77話で再び登場し、スノークよりも先に気球で空を飛んでやってきている。
ティーティー・ウー
声 - 坂本千夏
第24話に登場。はい虫（鼬のような姿だが明確に言及されていない）。いつもスナフキンが通る森に住んでおり、色んな連中からスナフキンのことを聞いていた。「誰にも名前を付けてもらっていない」一匹だったが、スナフキンに自分を名付けて貰い大喜びする。
灯台守
声 - 堀勝祐
第25、26話に登場。島に一人きりで暮らす寂しさに耐えきれず、灯台に明かりを灯す仕事を投げ出してしまった男性。ムーミン一家の来島とトフトの助けにより、もう一度自分の仕事へ向き合うようになる。
トフト
声 - 伊倉一恵
原作小説『ムーミン谷の十一月』のホムサ=トフトがベースだが、ほぼ同名の別人なのでこちらに記載。第25、26話に登場。小柄な少年で年齢不明。噂に聞いていたムーミン谷へと小船で向かうも、海で横波に煽られて転覆してしまう。その際に助けてくれた漁師（灯台守）と共に暮らして3ヶ月が経っていた。何十年も寂しい生活を送っていた灯台守の気持ちを聞き、これからも一緒に暮らすと約束した（この話の全体的な流れは『ムーミンパパ海へ行く』の方がベース）。
ジェーンおばさん（ムーミン族）
声 - 高橋和枝
第27話から登場。ムーミンパパの伯母で、亡くなった父親の姉。夫から遺産を継いだ大金持ちであり、「百万長者」とパパは表現している。お金さえあれば何でもできると考えている人物で、パパに莫大な遺産を相続させようとしていたが断られてしまう。困惑するもムーミン一家達の温かなもてなしに感激し、ムーミン谷のために自分の資金（大量の金貨）を提供しようと決意する。原作、コミックス、アニメーション『ムーミン』、ポーランド製の、パペット・アニメーション共に登場しない（ただし、コミックスとパペット・アニメーションには大金持ちの「おばさん」が登場する）。冒険日記にも登場する。
ランプの精
声 - 塩屋浩三
第33話に登場。
エドモン
声 - 吉村よう
第31話に登場。自称「有名な発明家」。作中では人力一人用扇風機など珍妙な発明を披露している。空飛ぶ船の燃料開発に悩むスノークを訪ね、自作の燃料を売りつけようとするも断られてしまう。詐欺師と呼ばれたことに腹を立て、深夜にスノークの工場へスティンキーと共に忍び込む。船を無理やり動かそうとするあまり工場ごと船を爆砕してしまい、警察署長に逮捕される。
ナナ
声 - 井上喜久子
第39、40話に登場。ヘムレンさんを訪ねてムーミン谷にやって来た女性。病気で倒れた父親の看病をし続けたため過労で疲れ切り、高熱を出して倒れてしまいスニフに助けられる。アントンの婚約者。
アントン
声 - 島田敏
第39、40話に登場。花火師を目指す男性でナナの婚約者。師匠であるナナの父親から花火の作り方について侮辱され、見返すために遠縁のヘムレンを頼りムーミン谷へやって来る。こっそりと海岸の洞窟で生活しながら、新作の花火を真夜中の海上より打ち上げていた。外見はムーミン族に似ている。
ラグーナ
声 - 島津冴子
第43話に登場。サーカス小屋のスターで非常にわがまま。
ボルケ
声 - 真山恵子
第43話に登場。ラグーナに付きそっている馬。
エメラルド
声 - 塩屋浩三
第43話に登場。サーカス小屋で働いているが、ラグーナのわがままにうんざりしている。
エレーン
声 - 榊原良子
第46話に登場。ムーミンパパの遠縁の親族（ゲイロード・ゴーグル卿）の大邸宅に住み着いていた女性の幽霊。屋敷で遊び始めたムーミン達に釣られて声をあげてしまい、その声を頼りに捜していたムーミンに深夜見つけられてしまう。「ここで700年前から暮らしている」と発言している。物怖じせずに会話するムーミンを非常に気に入り友達になる。ムーミン谷に住む幽霊（ムーミンママ曰く「谷で一番ハンサムで一番暇な幽霊」）と引き合わされ、綺麗に清掃された大邸宅で共に暮らしてゆくこととなる。
ハットン
声 - 小川真司
第52話に登場。金坑を探しにムーミン谷へ来た男。おさびし山付近でムーミン・ヘムレンさんと出会い、ムーミン家に招かれる。働き過ぎによる疲労のため高熱を出し、一週間も寝込んでしまう。初めて発掘した金鉱石と、海賊の宝物を隠した（らしい）地図を感謝の土産にとムーミン家に置いてゆく。この地図をきっかけに谷中の住民が大騒ぎすることとなる。
フリップ
声 - 伊倉一寿
フローラ
声 - 高乃麗
幽霊
声 - 池田一臣
第68話に登場。ムーミンパパの思い出話に登場する嘗て出会った幽霊。若き日のムーミンパパが岬の丘に操舵室を改造した２階建ての家を造って暮らしていた際、夜間に脅かしに来るも自分が寒さに震えてクシャミし失敗してしまう。改めて別の日の夜に出直し驚かすもロッドユール以外は全く動じず、結果ムーミンパパの家で同居生活を始めることになる。室内では誰にあげるでもない編み物をして過ごしていた。
王様
声 - 安西正弘
ラップ
声 - 松島みのり
イルカの生き物。
ゴットリー
声 - 佐久間なつみ
ヘムレンさんの妹。

### 原作のみ登場する人物
チューリッパ（典: Tulippa）
『小さなトロールと大きな洪水』の主要登場人物の一人。外見はヒューマノイドの女の子だが、ウェーブがかかった長い髪が青く発光することと非常に小さい（それでもムーミンママより長身）ことが人間と異なる。
冒頭で暗い森を抜けるムーミン母子とスニフ（当時は名前なし）が蛇に襲われそうになった際、明かり代わりにママが持っていた光るチューリップの中から出てきた女の子（このチューリップは彼女の家だった）。この時髪の光で蛇を結果的に撃退する。その後お互いの状況を知った後ムーミンママ一向に加わりしばらく旅を続けるが中盤で世話になった灯台守の赤髪の少年の事が好きになり、灯台の照明として光る髪を生かすことを決めて離脱する。
光る髪は彼女の感情で光り具合が変わり、意気消沈すると消えてしまう描写もある。
ミーサ（典: Misan）
声 - - / - / - / - / 原島梢
『ムーミン谷の夏まつり』の主要登場人物の一人。人の女の子のような外観だが本人によると足が大きい（そしてそれを気にしている）そうである、種族は不明。大変な悲観主義者だったが皆とともに悲劇のヒロインとして舞台に立つうちに自信をつけ、最終的に役者として劇場に残った。
ミーサの由来はフランス語の「ミゼラブル（あわれ）」が語源。
その後本人は出てこないが、「もみの木」でクリスマスシーズンにヘムルさん（真冬にムーミン一家をたたき起こした個体）がプレゼントを贈る相手の名前を上げる際にミーサの名前も呼ばれている（『夏まつり』の個体と同一人物かは不明）。
コミックス版『Moomin Mamma's Maid』では、フィリフヨンカ夫人に言われてムーミンママが出したメイド募集の広告に応募してきた別個体が登場。まじめで働きものではあるが、こちらもペットのインク（めそめそ）ともどもネガティブな性格で、当初は楽観主義で遊び好きのムーミン一家とそりが悪かったが、彼らに感化されて次第に明るくなっていく。
コミックス版の個体は姉に後述のマーベルがおり、幼少期に小さいリンゴしかもらえない自分と違って「自分より大きくてきれいで頭もよい」存在の映画スターで次元が違う存在と畏怖して彼女の手紙を大切に保存していたが、真相は「マーベル」の項を参照。なお、日本語訳がある話ではこれのみ登場だが、未翻訳の話でもう一度出てくる。
絵本版では『ムーミンやしきはひみつのにおい』でコミックス版の設定を引き継ぎ、ムーミン家のメイドとして登場（モブも入れると『ムーミン谷へのふしぎな旅』の終盤のスサンナを出迎えるシーンでも、エプロン姿の彼女らしい人物が登場）。
平成アニメ版では『ムーミン谷の夏まつり』にあたる話はアニメ化されているがミーサは未登場で、コミック版にあたる話はそれ自体が未アニメ化。
『ムーミン谷のなかまたち』の10話では上述の「ムーミン一家とメイドのミザベル（Moomin Mamma's Maid）」を原作とする『ママ、メイドをやとう』に登場。最後のパートで樽で作られた特性のクラッカーでフィリフヨンカ家を滅茶苦茶にした。
マーベル
コミックス版のミーサの姉。『Moomin Mamma's Maid』（ふしぎなごっこ遊び）でフィリフヨンカ夫人とともに引っ越してきたメイドで、フィリフヨンカ夫人が認めるほどの働き者。これがきっかけでムーミンママもメイド募集を行い、前述のミーサがやってくる。
毎晩妹に手紙を書いていることをフィリフヨンカ夫人に疑問に思われていたが、実は見栄を張って妹に自分を映画スターだと説明しており、ずっと嘘の上塗りを続けていたが、ミーサに自分のブロマイドを送っていたため、それを見たスノークのお嬢さんに「フィリフヨンカ夫人の所のメイド＝映画スターのはずのミーサの姉」と気がつかれ、彼女の勧めでイメチェンしたミーサとマーベルは再会することで姉へのコンプレックスと妹への嘘の上塗りというお互いの壁がなくなり、双方気が楽になった。その後もフィリフヨンカ家のメイドとして登場している（『春の気分』など）。
平成アニメ版ではフィリフヨンカ家が登場しているが未登場。

### 生物
ニョロニョロ（典: hattifnatt、芬: Hattivatti、英: Hattifattener）
謎の小さい生物。白い靴下を逆さにしたような形をしている。物語にしばしば登場し、不思議な存在感を示す。スウェーデン語名は「ハッティフナット（Hattifnatt）」で、<hatta>（優柔不断で迷う）と、<fnatta>（放浪する）という二つの不定詞の合成語といわれている。
体は白く細長い筒状で、スポンジでできているように見える。通常は直立しており、頭部は丸く、下部は擦り切れたようになっている。体長は個体によってまちまちであるが、だいたいムーミンママの腰あたり。ムーミンパパの発言によると「長い白い靴下」にいちばんよく似ている。透明になることができる。
手は腕に相当するものはなく、掌が、体の横に直接付いていて、物をつかんだり投げたりすることができる。体の下端には足がついており、すべるように移動する。
頭部には前方を向いて並んだ無表情な丸い目が2つあり、色は青・黄・赤・灰色に変化する。鼻・口・耳などは存在しない。視力は鈍く、聴力はないが、地面からの振動は敏感に感じとることができる。
会話はできないが、手を振ったりお辞儀をしたりすることでコミュニケーションをとる。まれに微かに声を出して歌うことがある。電気によって他人の考えを読み取ることができるとも考えられており、実際にムーミンパパの考えにあわせて動きを変えたりする行動が見られる。しかし原作では、"何かを思うことも感じることもなく、ただひたすら水平線を目指し続ける「永遠の放浪者」"であり、ムーミンパパがニョロニョロの漕ぐ船に同乗し、積極的にコミュニケーションを交わそうとするが、なんの反応も見せずに閉口してしまう場面があるなど、無機質なキャラクターとして描かれている。
身体に電気を帯びており、不用意に近づくと感電する。雷のあとには電圧が上がり、全身が発光している。また、ニョロニョロの近くでは、物の焦げたような臭いや硫黄の臭いがすることが多いが、これがニョロニョロ自体の臭いであるか、電気によって物がこげるためであるかは不明である。
光沢のある白い小さな（＝真珠のような）種から生まれるが、発芽する日は夏至祭の前日に限られる。地面にニョロニョロの種子を蒔くと、すぐに頭部から順に生育し、最後に足が地面から出て移動を始める。生まれたてのニョロニョロは特に強い電気を帯びている。
成長すると、海上をボートや船で移動しながら各地の孤島を巡回している。巡回している際の個体数はまちまちであるが、かならず奇数である。上陸した島にはシラカバの皮の巻物を残していくことがある。この巻物に触ると感電するが、文字などは書かれていない。夕立を好み、雷が発生する場所に群れをつくることがある。
夏至の日には、ムーミン谷の北北西に位置する決まった島に集まる。マホガニー製の大きな気圧計がついた青い柱を中心に、世界中から約700体が集合する。目的は不明。
ムーミンたちの間では、ニョロニョロの話をすることは上品なことではないとされている。ニョロニョロはひどい暮らしをしており、また危険であるともいわれている。ニョロニョロはお化けとして扱われており、そばに近づくことを嫌がる人も多い。
モラン（典: Mårran、芬: Mörkö）
声 - 滝口順平/片岡富枝/-
触れるものを凍りつかせるお化けのお婆さんで女性である。常に温まりたいと思っているのだが、そのさびしい、冷たすぎる心のために、周囲を凍らせてしまう（『ムーミンパパ海へ行く』ではムーミンが毎晩ランタンを照らして会いに行くうちに凍結能力が薄らいでいく描写がある）。また低速だが空を飛ぶことも可能。
意思疎通に関しての描写が一定せず、小説版では初出の『たのしいムーミン一家』では裁判の原告になるなどムーミン達と会話できたが、『ムーミン谷の冬』や『ムーミンパパ海へ行く』などではほぼ怪獣扱いで恐れられていた。アニメ版も1969年版と1972年版のアニメーション『ムーミン』ではムーミン達とも会話をしているが、1990年版のアニメーション『楽しいムーミン一家』では、唸り声などだけで意思疎通はあまり取れていない。そのため、トフスランとビフスランにモランが大切にしていた「ルビーの王様」を盗まれても意思疎通が取れないため、取り返すことをムーミン達に邪魔されてしまった。
ニブリング（クリップダッス）（典: klippdassar、英: Niblings）
群がって生活するネズミのような容姿の動物だが足に吸盤がありぬるぬるした粘液を出す。川に巣を作り、アニメ版では海を移動している。性格は大人しいが、見たことがない物をかじる癖がある。原作では『ムーミンパパの思い出』に登場し、しばし一緒に冒険をした。小説版は英語名の方を使用し「ニブリング」と呼ばれているが、コミック版では原語をそのまま読み「クリップダッス」と表記されている。なお「klippdassar」の本来の意味はハイラックス（ケープハイラックス）のことだが、現実のこの動物は内陸に住み海とはほぼ無縁。
はい虫（はいむし＝クニット、典: Knytt）
日本の講談社全集版で「はい虫」と訳されている生物は原語では2種類あり、1つ目のKnytt （クニット）は人のような外見（ただし尻尾があるほか、「もみの木」には個体差なのか子猿のような毛深い個体が挿絵に描かれている）の小さな生物（トロールとも）。小さなモブキャラの代表のような種族で、『ムーミン谷の彗星』から登場する。基本的に種族名で呼ばれているが個体名もあり『ムーミン谷の冬』に登場した個体は「サロメ」と名乗っており、周囲からは“ちょこちょこ走りのサロメちゃん”と言われている。周囲から煙たがられていたスキーの好きなヘムレンさんに好意を抱き、スキーをするために新雪を求めてお寂し山へ行くというヘムレンさんと一緒に旅立って行った。
主役を張っている絵本の『さびしがりやのクニット』では「クニット」という語がそのまま使われているほか、講談社全集内でも下記のクリュープが登場する「春のしらべ」（『ムーミン谷の仲間たち』収録）内では「クニュッテ」表記が見られる。
絵本版では前述の『さびしがりやのクニット』では主人公がクニット（個体名不詳）なほか、モブでサロメらしき個体（11ページでホルンを持っている）が登場。『ムーミン谷へのふしぎな旅』では終盤、皆がスサンナを迎えるシーンでサロメとさびしがり屋のクニット（あるいはホムサのトフト）と思われる。子供がモブで登場。『ムーミンやしきのひみつのにおい』ではクニットが登場しており多少セリフがあるが、主演作の前半でかぶっていた帽子を常時着用していた。
はい虫（はいむし＝クリュープ、典: Kryp）
声 - -/坂本千夏/ - / - / 河本邦弘
上記のクニットと同じ「はい虫」の名で訳されているが、両者は全く別物である。さまざまな外見の小さな生物で、森の中などで集団で暮らす。『ムーミン谷の仲間たち』、1990年版のアニメーション『楽しいムーミン一家』に登場した「はい虫」は毛むくじゃらの動物のような外見で、スナフキンに「ティーティ＝ウー」という名前をつけてもらった。
スクルット（スクルッタ） （典: Skrutt英: Jumble）
人のような外見をした小さな生き物たち。「Skrutt」とは「役立たず、よぼよぼ」という意味。
絵本の『さびしがりやのクニット』（スクルット表記）とコミック版『イチジク茂みのへっぽこ博士（Fuddler's Courtship）』（スクルッタ表記）などではそれぞれ別の女性が物語のヒロイン的な扱いで登場している。前者はクニットにモランから助けてもらった場面ぐらいにしか出てこないため詳細は不明、後者は石のコレクターでクロットユールの家（空き缶）の下にある黒くて丸い石を取ろうとしたことがきっかけで彼と知り合い結婚した、その後の展開はクロットユールの項参照）。
なお、 『ムーミン谷の十一月』に登場する100歳の老人「スクルッタおじさん（Onkelskrutt）」も同じ名前（Onkelは「おじさん」という意味）だが、この人は本名を忘れて名前を名乗る際、ほかに候補名を「スクロンケル」「スクレール」といくつも挙げている。
氷姫（典: Den stora kölden./Isfrun）
『ムーミン谷の冬』にのみ登場する。典: den stora köldenとisfruの意訳（それぞれ「大寒波」、「氷夫人」）。美しい女性であるが、その眼で見つめられた者は必ず凍死する。彼女が居る間は決して春がやって来ない。小説には挿絵がないが、アニメ『ムーミン』の｢氷姫のいたずら｣で登場した際は原作の描写と大きく異なるデザインである。まず、目と目が合ったリスを凍死させて、ミイが｢このリスで自分のマフを作りたい｣と言って、自分の前を横切って姿を見たミイのことを怒り凍らせてしまった。
アニメ「楽しいムーミン一家」の第22話にも登場。ミイが氷姫の前を横切った際に、両手と３本の脚部の先端で星のような飾りが回転している描写がある。トゥティッキーが作製した雪の馬の凍り方が不十分だったためか、両手から雪の結晶を出し十分に固めてから乗り込んだ。さらに氷上を銀の盆に帆を付けて走っていたミイの前に回り込み、冷たい笑顔でミイを氷漬けにしてから北極へと走り出した。
はなうま／うみうま（典: Sjöhäst、芬: kukkahevoset）
全身に花柄模様がある馬に似ている生物（ただし顔は狐のようにとがった感じで、たてがみも馬より歌舞伎の獅子のような形状をしている）、小説版では体色は「灰色のビロードのコート」と形容されるが絵本版では地色は黒で花模様が青い青髪のものと花模様が緑でピンク髪のものがいる。
『ムーミンパパ海へ行く』に登場する2体はうみうまと訳されている。灯台の島に月の出る夜だけ周辺海域から現れ駆け回り、ムーミンがほれぼれするほど美しい外見をした幻想的な生物として登場するが、プライドが高く落とした銀のかなぐつを拾ってくれたムーミンにお礼は言うも、以後は彼がうみうまを褒めてもからかうような扱いで興味を持たず、がっかりしたムーミンはママから「そういう美しい生物を見られるだけでも幸運じゃないか」とフォローされた。一方『さびしがりやのクニット』に登場する2体は馬車を引いたり子供を背中に乗せるなど普通の馬のようにふるまっていた。
なお、「うみうま」は原語（スウェーデン語）のSjö（海）häst（馬）の直訳で、フィンランド語版kukkahevosetは「花（kukka）馬（hevoset）」になる。小説『ムーミンパパ海へいく』以外のコミックスなどに登場するものは「プリマドンナの馬」「はなうま」と訳されている。
小説版登場はかなり遅いが、それよりも早く絵本の『さびしがりやのクニット』にモブで同族が登場しているほか、コミック版でも「馬」名義で似た生物が登場したことがある。
ソフス（シャドーII世）
全身真っ黒のネズミ。コミック版『ムーミン谷への遠い道のり（Moomin and Family Life）』でムーミンについてきたネズミ（名前不詳、腹が白い）のいとこで、腹が白いネズミが結婚して引退したので後を引き継ぎ、一人ぼっちになったムーミンが自分に気が付いてくれたことを喜び協力、以後もモブとしてムーミンの影のようにくっついてくる。
英語版コミックから翻訳されている福武書店版では「シャドーII世」と名乗っており、登場人物紹介でもこの名前で載っている。『劇場版ムーミン　南の海で楽しいバカンス』ではいとこの腹が白いネズミが「ホワイトシャドー」、ソフスが「ブラックシャドー」と呼ばれている。